# Capitanía general de Guatemala
La capitanía general de Guatemala o reino de Guatemala fue una entidad territorial integrante del Imperio español como parte del virreinato de Nueva España. Estaba constituido por los actuales territorios de Guatemala, Belice, El Salvador, Honduras, Nicaragua y Costa Rica, además del estado mexicano de Chiapas.
Su capital se situó en la ciudad de Santiago de los Caballeros de Guatemala y, desde 1776, en Nueva Guatemala de la Asunción. Durante buena parte de su historia estuvo a cargo de un mismo funcionario, designado por la Corona española, que ostentaba los cargos de capitán general y gobernador de Guatemala, así como presidente de la Audiencia y Cancillería Real de Santiago de Guatemala.

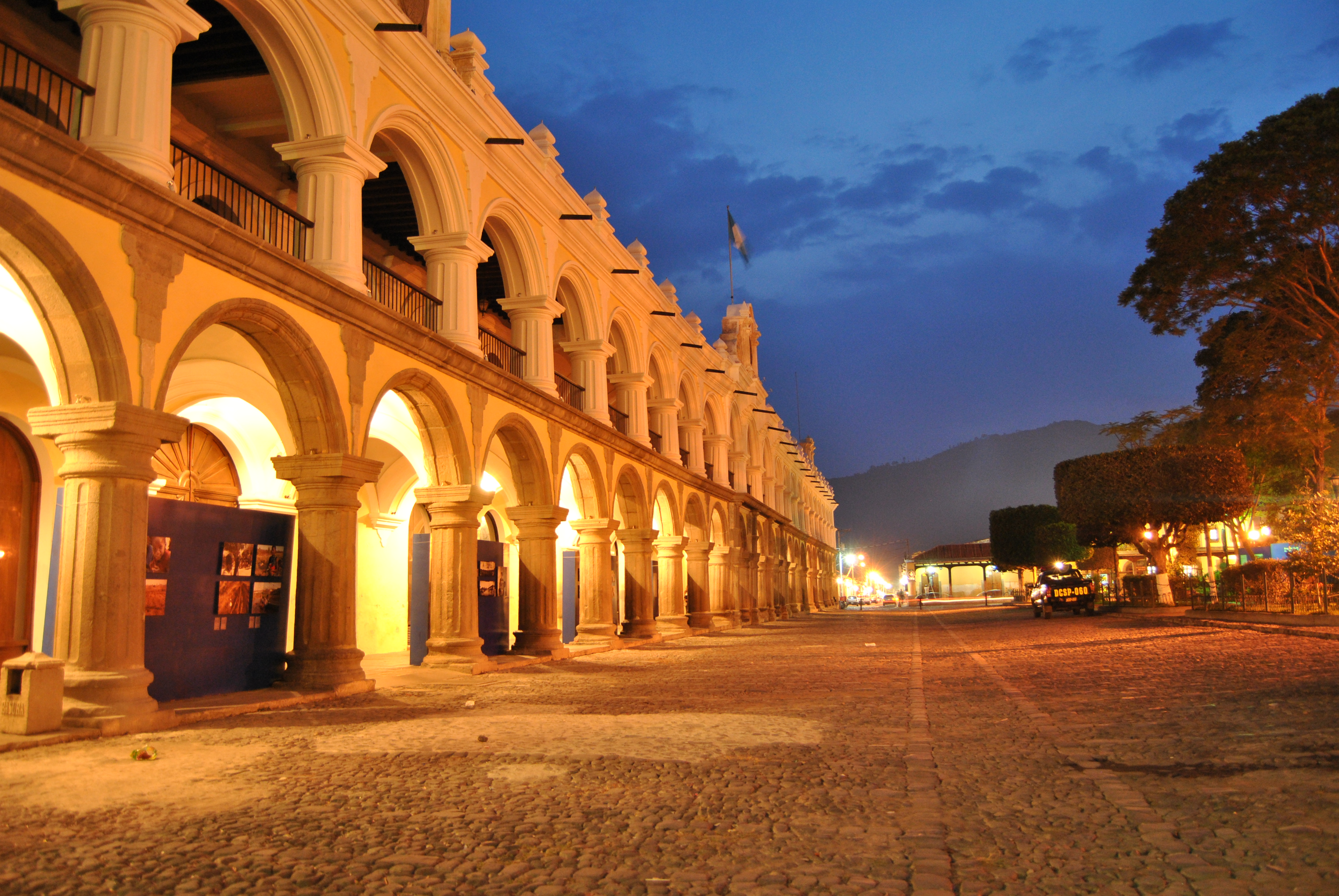
Palacio de los Capitanes Generales en Santiago de los Caballeros de Guatemala, capital de la capitanía general.

En 1821, cinco de las provincias de la capitanía general —Chiapas, Guatemala, San Salvador, Comayagua u Honduras y la provincia de Nicaragua y Costa Rica— proclamaron su independencia de la Monarquía Española. Estas fueron anexadas de forma efímera por el primer Imperio Mexicano y, tras la abdicación de Agustín de Iturbide, en 1823, formaron las Provincias Unidas del Centro de América, que se transformó en 1824 en la República Federal de Centroamérica.

## Denominación
La capitanía General de Guatemala es la denominación de una entidad territorial indiana a cargo de un funcionario con los títulos de capitán general —que le otorgaba el máximo mando militar—, gobernador —con autoridad gubernativa— y presidente de una Real Audiencia, es decir, con funciones plenas de administración militar, de gobierno y de justicia. El término capitanía General, en rigor, en la época indiana, era referido a la institución militar de rango máximo, no a una institución de gobierno indiano, y su errónea consideración como institución de gobierno se debe a la confusión originada a partir de los mapas y cartas náuticas del siglo XVIII, que enfatiza a la denominación militar de capitanía General, y no a la denominación civil de las gobernaciones.
El término Reino de Guatemala es una expresión en la bibliografía tradicional utilizada erróneamente en relación de una entidad política aunque históricamente existió como tal, ya que Guatemala era un reino más de la Corona de Castilla, por lo que tuvo «rey», teniendo así dicho territorio las características de una entidad de ese tipo, por lo tanto, la denominación de «reino» no es esencialmente literaria, en lo referido a la entidad territorial o demarcación administrativa de la zona de Guatemala, durante el Virreinato de la Nueva España, en las llamadas Indias, que estuvo a cargo de un gobernador general responsable de la administración pública (hacendaria y policial), y capitán general responsable de lo militar, que coincidían regularmente en el mismo funcionario, de modo tal que los asuntos administrativos, militares y económicos del territorio eran atribuciones del gobernador, capitán general y presidente de la Real Audiencia de Guatemala. En ese sentido, la denominación "capitanía General de Guatemala", en estricto rigor, es una referencia al aspecto militar, mientras que "Reino de Guatemala" es un referencia a la entidad o división administrativa, pero que suelen utilizarse indistintamente o como sinónimos.
De igual modo, la capitanía General de Guatemala suele ser llamada también Real Audiencia de Guatemala, aunque este último es un órgano o tribunal de justicia, cuyo distrito jurisdiccional correspondía al de la capitanía General o Reino de Guatemala. La  Real Audiencia de Guatemala califica de a lo que Antonio de León Pinelo denominó en el siglo XVII "Audiencia Pretorial” o “Audiencia Pretoriana”, que definía a una audiencia gobernadora cuya jurisdicción coincidía con la de una capitanía general, definida en su momento por razones geopolíticas ante la disputa que las potencias europeas hacían a España en la región del Caribe.
El título de capitán general de Guatemala fue otorgado en 1527 por el rey Carlos I de España a Pedro de Alvarado, quien a su vez lo nombra como gobernador de Guatemala y adelantado de Guatemala, títulos que ostentó hasta su muerte en 1541; luego al promulgarse las Leyes Nuevas de 1542, se constituyó la Real Audiencia de los Confines de Guatemala y Nicaragua como la máxima autoridad con funciones de gobierno y justicia, del territorio denominado Reino de Guatemala, posteriormente, capitanía General de Guatemala, dependiente económicamente del virreinato novohispano, hasta que Felipe V de España, por real cédula del 17 de enero de 1731, autorizara la fundación de la Casa de Moneda de Guatemala, para comenzar a acuñar las monedas propias en dicha ceca en el año 1733, pudiendo así incrementar más su autonomía en lo económico. 
En 1611, Antonio Peraza de Ayala y Rojas, conde de la Gomera, fue el primero en ostentar de forma oficial los cargos de capitán general de la capitanía General de Guatemala, gobernador general del Reino de Guatemala y presidente de la Audiencia y Cancillería Real de Santiago de Guatemala. El título de capitán general estuvo vigente sin interrupciones para el mando militar de este territorio español, con sede oficial en la ciudad de Santiago de los Caballeros de Guatemala y, desde 1776, en Nueva Guatemala de la Asunción hasta la independencia de 1821.
El presidente de la Real Audiencia de Guatemala era a la vez gobernador de la provincia, capitán general, vicepatrono real y delegado de la Real Hacienda. A diferencia de las audiencias de Guadalajara, de Panamá, de Quito, de Charcas y de Concepción (Chile), que en el siglo XVI eran audiencias subordinadas al virrey de Nueva España y de Lima, la de Guatemala dependía directamente del Consejo de Indias, por lo cual esta fue la primera audiencia pretoriana en territorio americano.
En 1812, las Cortes de Cádiz mantienen la autoridad de la Real Audiencia de Guatemala y la denominación de la capitanía general homónima, suprimiendo la noción de Reino de Guatemala al dividir su territorio en dos provincias —la provincia de Guatemala (que incluía Chiapas, Honduras y El Salvador) instalada el 2 de septiembre de 1813 y la provincia de Nicaragua y Costa Rica—, cada una gobernada por un jefe político superior y sin subordinación entre sí, y que elegían entre ellas siete representantes a las Cortes.
De 1812 a 1814 y de 1820 a 1821, el territorio de la capitanía General de Guatemala y distrito jurisdiccional de la Real Audiencia de Guatemala, al igual que toda la monarquía española bajo la Constitución de Cádiz, estuvo dividido en provincias que no estaban subordinadas entre sí en lo político, aunque en lo militar y en lo judicial sí tenían una sola autoridad sobre ellas. 
En 1812, José de Bustamante y Guerra era el presidente de la Real Audiencia de Guatemala (1811-1818), inició su mando en 1811 con los títulos de Gobernador del Reino de Guatemala y capitán General de la capitanía General de Guatemala, Superintendente General Subdelegado del cobro y distribución de la Real Hacienda, Juez Privativo de Tierras y Papel Sellado, Conservador de la renta de Tabaco y Subdelegado de Correros y de los ramos de Minas y Azogues; en 1812, al entrar en vigencia la Constitución de Cádiz se le cambia el título de Gobernador por el de Jefe Político Superior de la Provincia de Guatemala (que incluía los actuales países de Guatemala, El Salvador y Honduras); en 1814, el rey Fernando VII derogó la constitución de 1812 y reinstaló el absolutismo, por lo que José de Bustamante y Guerra volvió a ser Gobernador del Reino de Guatemala. En 1818, Carlos de Urrutia y Montoya asume todos los cargos de su predecesor, gobernando entre 1818 y el 9 de marzo de 1821 (luego, debido a la revolución de 1820 se reinstaura la constitución de Cádiz y se le reemplaza el título de gobernador por el título de Jefe Político Superior de la Provincia de Guatemala); después renuncia al mando por estar muy enfermo.
En 1820, con la restitución de las Cortes de Cádiz también se restableció la separación entre las dos provincias del antiguo Reino de Guatemala. Luego, en 1821, la provincia de Guatemala fue dividida en cuatro nuevas provincias: Ciudad Real de Chiapas, Guatemala, San Salvador y Comayagua; y después de la proclamación de la independencia, la provincia de Nicaragua y Costa Rica fue dividida en dos nuevas provincias: Nicaragua y Costa Rica.
De esta forma, Carlos de Urrutia y Montoya fue el último presidente de la audiencia guatemalteca, capitán general de la capitanía General de Guatemala y gobernador del Reino de Guatemala, entre 1818 y 1820; siendo sustituido por Gabino Gaínza que asume interinamente todos los cargos del anterior, gobernando entre el 9 de marzo y el 15 de septiembre de 1821, siendo el último Presidente de la Real Audiencia de Guatemala, Capitán General de la capitanía General de Guatemala y Jefe Político Superior de la Provincia de Guatemala; y el 15 de septiembre de 1821 que se declara la independencia de la Provincia de Guatemala de la monarquía española, Gabino Gaínza continúa ejerciendo el mando como Presidente de la Junta Provisional Consultiva de Centroamérica, Capitán General y Jefe Político Superior de la Provincia de Guatemala). De esa manera, Gabino Gaínza fue el último presidente que ejerció como capitán general de la misma y como gobernador de la provincia de Guatemala en 1821.

## Historia y límites territoriales

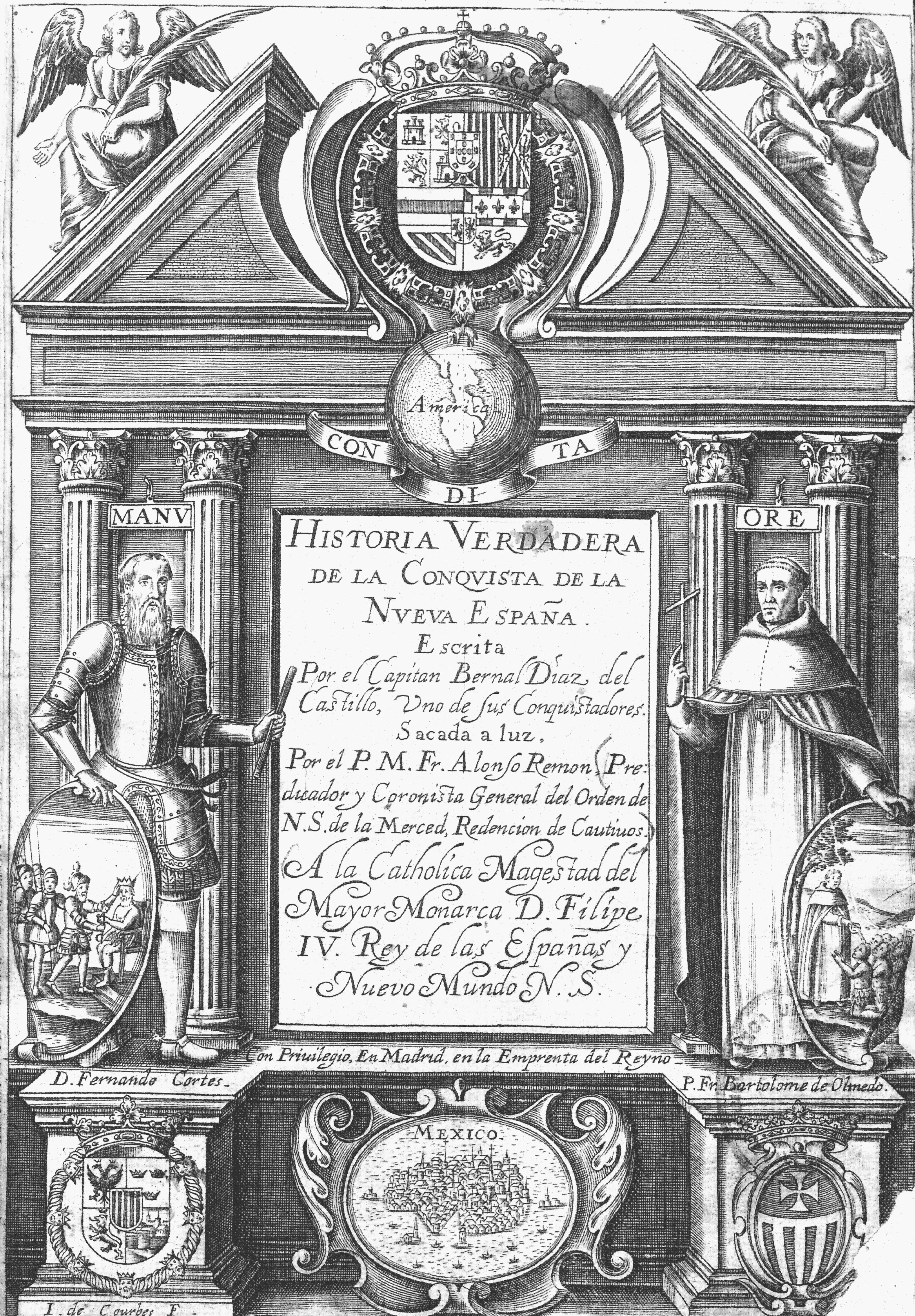
Portada de la Historia verdadera de la conquista de la Nueva España del conquistador español Bernal Díaz del Castillo.

La división y límites de las provincias bajo la jurisdicción militar de la capitanía General de Guatemala y la jurisdicción política del reino de Guatemala variaron a lo largo de los siglos. Inicialmente abarcaba desde el territorio de Yucatán hasta la provincia de Nueva Cartago y Costa Rica. Se origina a partir de las Leyes Nuevas en 1542, al erigirse la Real Audiencia de los Confines de Guatemala y Nicaragua, como la máxima autoridad con funciones plenas de administración de gobierno y justicia del territorio denominado reino de Guatemala (término civil) o capitanía General de Guatemala (término militar), cuya sede inicial es establecida en otra ciudad, «por orden del Consejo de Indias de 13 de septiembre de 1543, se manda a la Audiencia residir en la villa de Valladolid de Comayagua», luego de ser suprimida la Audiencia de Panamá. La Audiencia estuvo compuesta al principio de cuatro oidores letrados, luego fue trasladada hacia Gracias a Dios, actual ciudad de Gracias (Lempira), en Honduras, punto fronterizo de las provincias de Guatemala, Honduras y Nicaragua, las cuales originalmente comprendían el moderno territorio de Yucatán, Tabasco, Cozumel, Chiapas, Soconusco, Guatemala, El Salvador, Honduras, Nicaragua y Costa Rica. Su función era conocer todas las causas criminales nuevas y pendientes y sus sentencias no podían apelarse.
Como la sede de la capitanía General de Guatemala, y capital del Reino de Guatemala, estaba en Santiago de los Caballeros de Guatemala, el capitán general Alonso López Cerrato solicitó que el tribunal se trasladara a esa ciudad, lo que fue autorizado por la corona en 1549; luego, el 8 de septiembre de 1563 se suprimió la Audiencia de Guatemala, y sus miembros se trasladaron a la restablecida Audiencia de Panamá. Los límites de la Audiencia de Panamá fueron los siguientes: hacia el este el golfo de Darién y la costa hasta el río Ulúa; y por el oeste la costa desde Buenaventura hasta el golfo de Fonseca. El resto de los territorios de la suprimida Audiencia de Guatemala pasaron a la Real Audiencia de México.  Eso trajo consigo numerosos inconvenientes a los ciudadanos de la región, quienes ahora tenían que viajar considerables distancias para solucionar sus problemas legales.
A instancias de Bartolomé de las Casas, quien para entonces residía en Toledo, el 15 de enero de 1568 fue restablecida la Audiencia de Guatemala con la misma jurisdicción que tenía en 1563, excepto que Yucatán pasó a depender definitivamente de la Audiencia de México. Una Real Cédula del 25 de enero de 1569 transfirió la gobernación de Soconusco, de la Audiencia de México a la Audiencia de Guatemala.

### Sigloxvi

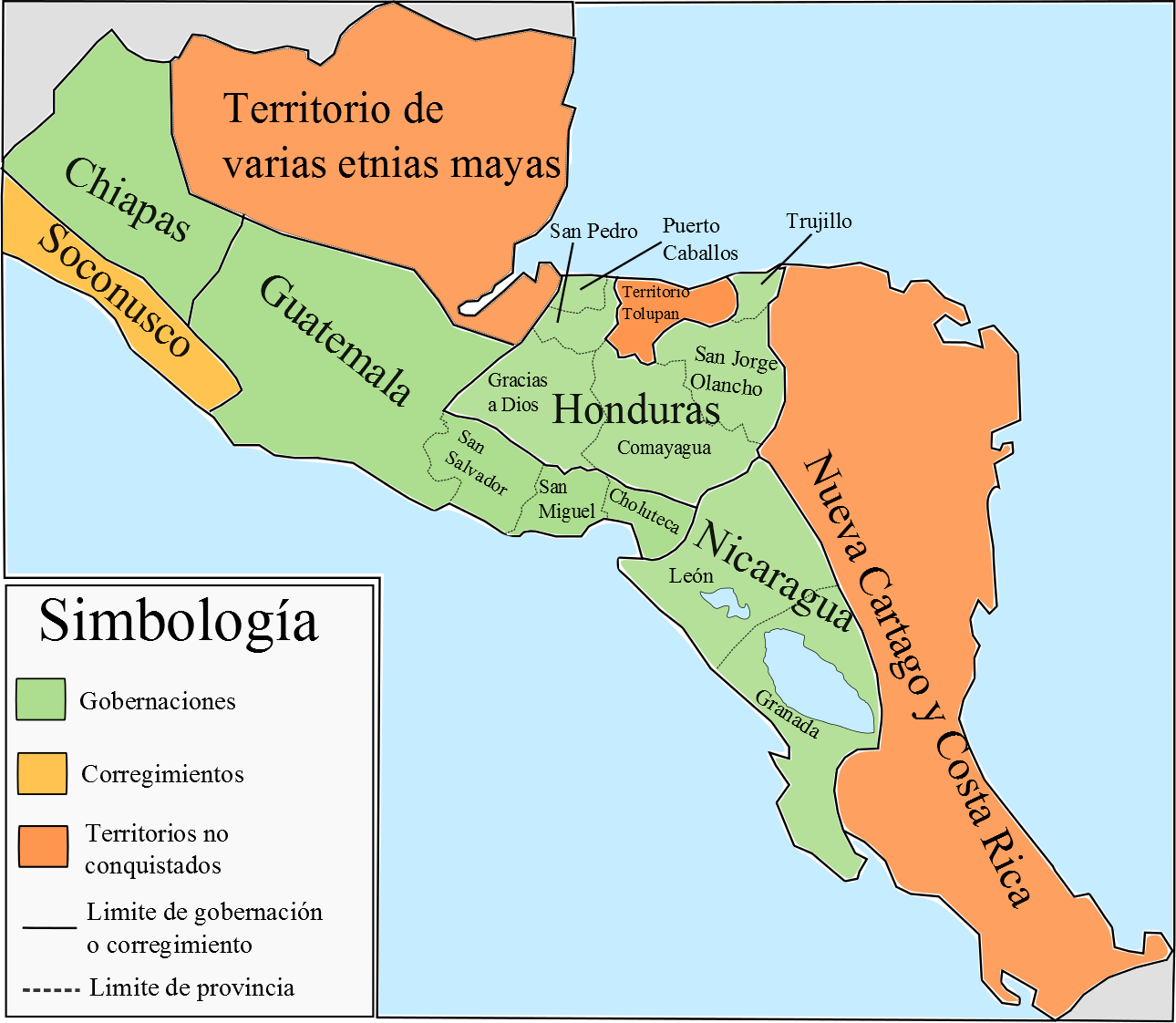
Gobernaciónes y provincias (jurisdicciónes de villas y ciudades que reparten encomiendas) que formaron la jurisdicción de la Real Audiencia de los Confines en 1542, y que permanecieron en ella

En 1524, el conquistador español Pedro de Alvarado ordena la fundación de la primera ciudad colonial de Guatemala: Santiago de los Caballeros inicialmente en Iximché (Tecpán), y refundada en 1527 en el valle de Almolonga (hoy el barrio de San Miguel Escobar en Ciudad Vieja, Sacatepéquez) tras una revuelta indígena. En 1527, Pedro de Alvarado viajó a España y se entrevistó con Carlos V, entonces el emperador lo nombró gobernador, capitán general y adelantado de Guatemala (nombramientos que nunca obtuvo Hernán Cortés con Nueva España), pero al regresar a América en 1529, el gobernador de la Nueva España lo encarceló y lo procesó; pudo librarse del cautiverio por la intervención de Hernán Cortés.
La ciudad colonial de Guatemala: Santiago de los Caballeros fue trasladada de nuevo en 1543 a su actual ubicación tras una inundación, siendo oficialmente la sede de la Capitanía General de Guatemala, y la capital del Reino de Guatemala. Mientras tanto, la primera sede de la Real Audiencia de los Confines de Guatemala y Nicaragua se establecía en otra ciudad "por orden del Consejo de Indias de 13 de septiembre de 1543, se manda a la Audiencia residir en la villa de Valladolid de Comayagua". Luego, el 16 de mayo de 1544, la Real Audiencia se traslada a Gracias a Dios, actual Gracias (Lempira) en Honduras, y se mantuvo allí hasta 1549. Por Reales Cédulas de 25 de octubre de 1548 y 1 de junio de 1549 se concedió el traslado de la Real Audiencia a la ciudad de Santiago de Guatemala.
La Recopilación de Leyes de Indias de 1680, en Ley VI (Audiencia y Chancilleria Real de Santiago de Guatemala en la Nueva España) del Título XV (De las Audiencias y Chancillerias Reales de las Indias) del Libro II, recoge la Real Cédula del emperador Carlos I de España del 13 de septiembre de 1543, fijando los límites y los funcionarios de esta Audiencia:
| «En la Ciudad de Santiago de los Caballeros, de la Provincia de Guatemala, resida otra nuestra Audiencia y Chancilleria Real, con vn Presidente, Governador y capitán General: cinco Oidores, que también sean Alcaldes del Crimẽ: vn Fiscal: vn Alguazil mayor: vn Teniente de Gran Chanciller, y los demás Ministros y Oficiales necesarios, y tenga por distrito la dicha Provincia de Guatemala: y las de Nicaragua, Chiapa, Higueras, Cabo de Honduras, la Vera-Paz y Soconusco, con las Islas de la Costa, partiendo términos por el levante con la Audiencia de Tierrafirme: por el Poniente con la de Nueva Galicia: y con ella, y la Mar del Norte por el septentrión: y por el mediodía por la del Sur. Y mandamos, que el Gobernador y capitán General de las dichas Provincias, y Presidente de la Real Audiencia de ellas, tenga, vse y exerça por si solo la gobernación de aquella tierra, y de todo su distrito, assi como la tiene nuestro Virrey de la Nueva España, y provea los repartimientos de Indios, y otros oficios, como lo solía hazer la dicha Real Audiencia, y los Oidores no se entrometan en lo que á esto tocare, ni el dicho Presidente en las materias de justicia, y firme con los Oidores lo que proveyeren, sentenciaren y despacharen.» |

### Sigloxvii

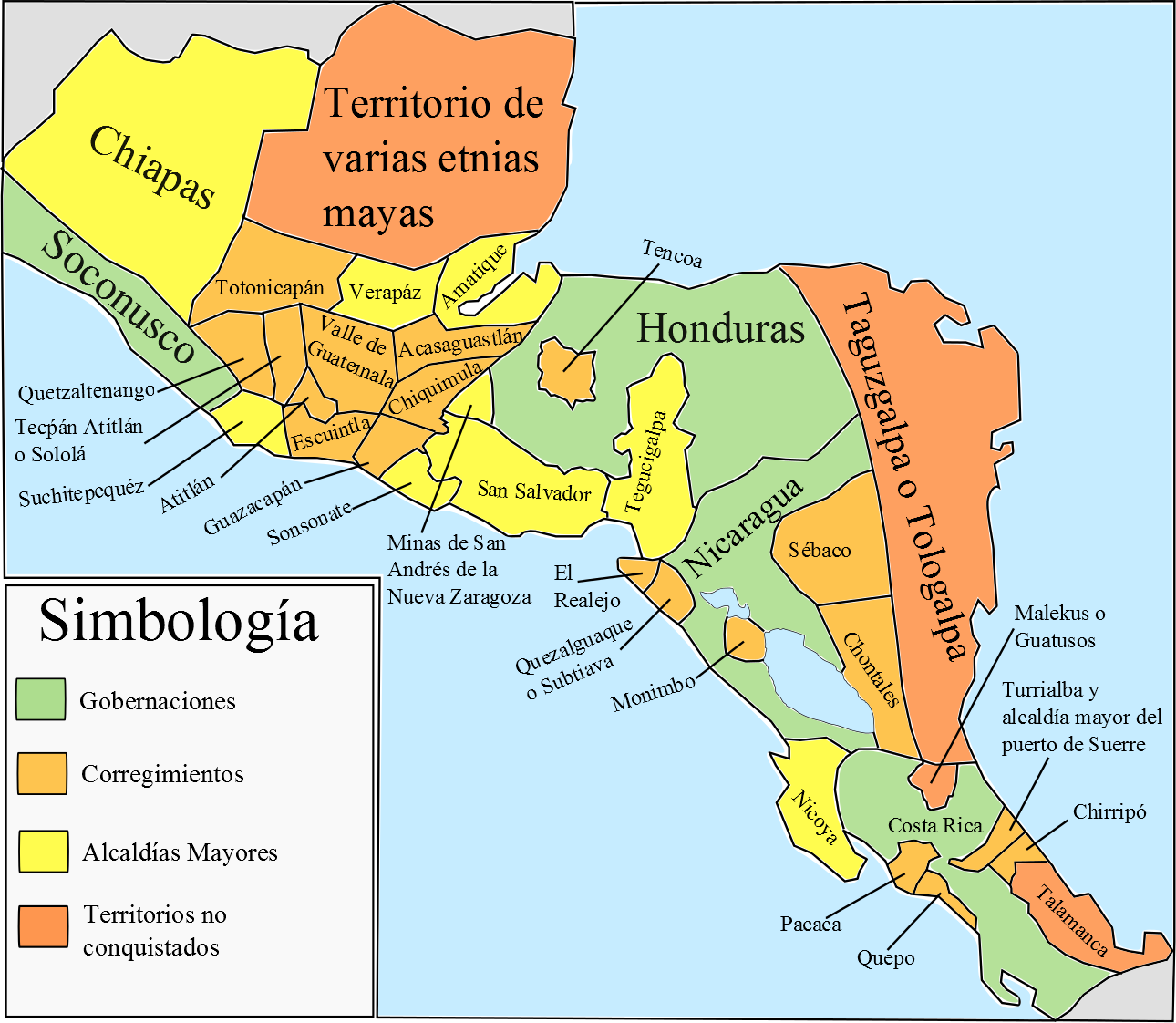
Capitanía General de Guatemala en el año de 1650

Según el historiador Domingo Juarros, en la primera mitad del siglo xvii, la capitanía General de Guatemala estaba conformada por las siguientes unidades administrativas:
| Región                                                  | Componentes |
| ------------------------------------------------------- | --- |
| El valle de Guatemala (o distrito de la Real Audiencia) | Contenía las Alcaldías mayores de: - Amatique - Ciudad Real de Chiapas - Minas de San Andrés de la Nueva Zaragoza - Nicoya - San Salvador - Tegucigalpa - Sonsonate - Suchitepéquez - Verapaz                                    |
| Corregimientos                                          | - Acasaguastlán - Atitlán - Chiquimula - Chirripó - Chontales - El Realejo - Escuintla - Guazacapán - Sébaco y Chontales - Monimbó - Pacacá - Quepo - Quetzalguaque - Quetzaltenango - Sololá - Tencoa - Turrialba - Totonicapán |
| Gobernaciones o provincias                              | - Comayagua - Gobernación de Nueva Cartago y Costa Rica - Nicaragua - Soconusco |

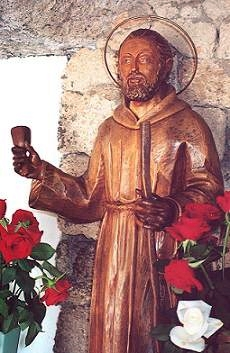
Misionero franciscano canario en Guatemala y fundador de la Orden de los Betlemitas. En la imagen, escultura del Santo en la Cueva del Santo Hermano Pedro al sur de Tenerife.

El Santo Hermano Pedro llegó a tierras guatemaltecas en 1650 procedente de su natal Tenerife; al apenas desembarcar sufrió una grave enfermedad, durante la cual tuvo la primera oportunidad de estar con los más pobres y desheredados. Tras su recuperación quiso realizar estudios eclesiásticos pero, al no poder hacerlo, profesó como terciario franciscano en el Convento de San Francisco en la Santiago de los Caballeros. Fundó centros de acogida para pobres, indígenas y vagabundos y también fundó la Orden de los Hermanos de Nuestra Señora de Bethlehem en 1656, con el fin de servir a los pobres. El Santo Hermano Pedro escribió algunas obras, entre ellas: Instrucción al hermano De la Cruz, Corona de la Pasión de Jesucristo nuestro bien o Reglas de la Confraternidad de los Betlemitas. Es considerado el gran evangelizador de las Indias Occidentales, del mismo modo que San Francisco Javier lo es de las Indias Orientales. El Santo atendió a pobres, enfermos, huérfanos y moribundos, y fue un precursor de los Derechos Humanos. Por otro lado, fue el primer alfabetizador de América y la Orden de los Betlemitas, a su vez fue la primera orden religiosa nacida en el continente americano. El Santo Hermano Pedro fue un hombre adelantado a su tiempo, tanto en sus métodos para enseñar a leer y escribir a los analfabetos como en el trato dado a los enfermos.
En 1660 llegó a Santiago de los Caballeros de Guatemala el impresor José de Pineda Ibarra, contratado por los eclesiásticos guatemaltecos. Trabajó en impresión, encuadernación y en compra y venta de libros. Murió en 1680, heredándole la imprenta a su hijo Antonio, quien la siguió operando hasta su muerte en 1721.

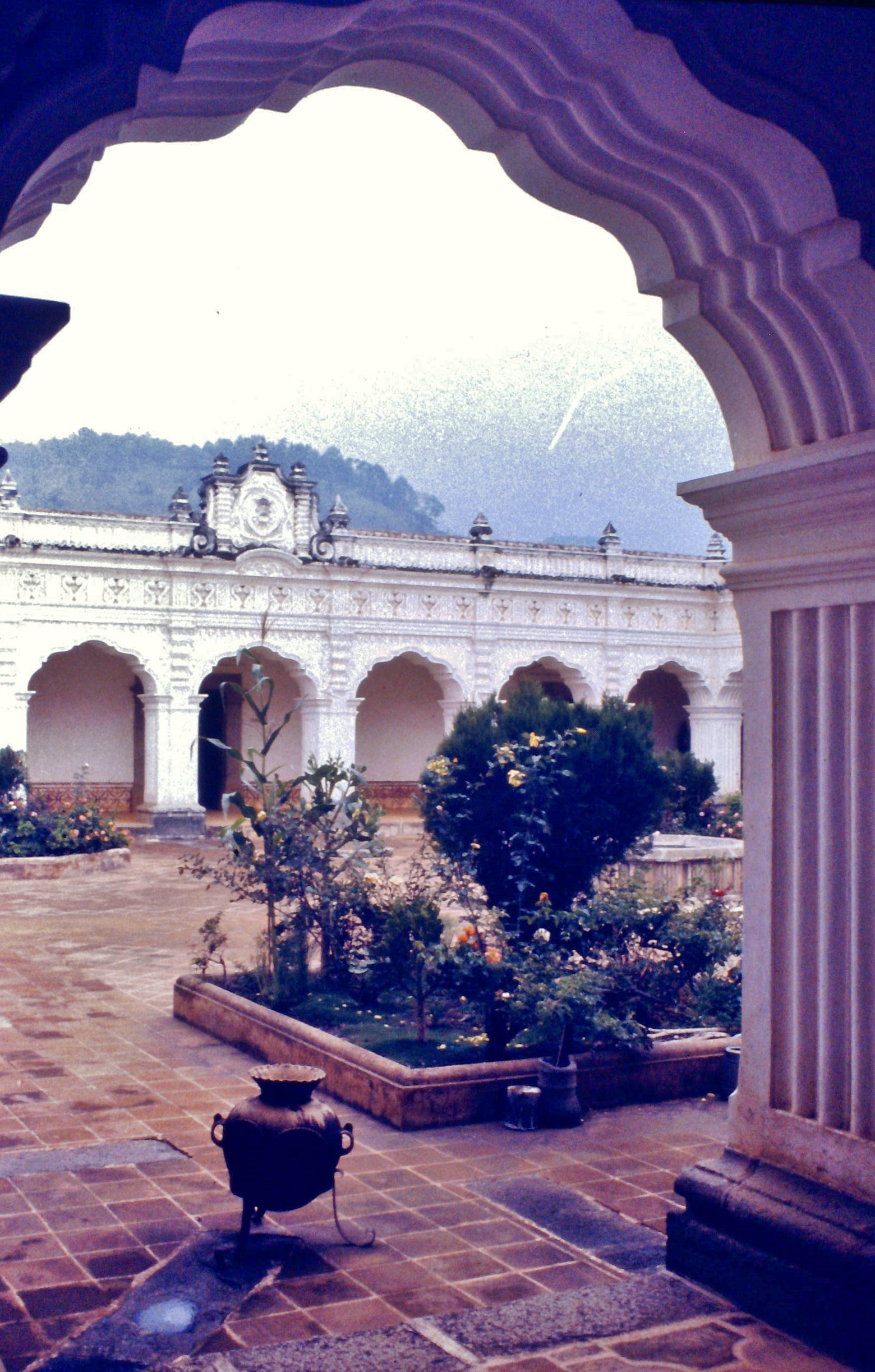
Patio de la Real y Pontificia Universidad de San Carlos Borromeo en Antigua Guatemala. Fotografía de 1971.

El primer obispo de Guatemala, Francisco Marroquín, envió al Monarca Español una carta en 1548, en que solicitó la fundación de una universidad en la Ciudad de Guatemala, esta solicitud no tuvo respuesta. Hacia el final de su vida, en 1562, Marroquín decidió dejar en su testamento un caudal para fundar un colegio, el de Santo Tomás de Aquino, en donde se impartieran cátedras de gramática, artes o filosofía y teología. Los beneficiarios de esta obra pía serían los hijos de españoles pobres, ya que estos no podían trasladarse a ciudades donde había universidades reales, como México. La heredad del obispo ha sido interpretada también como el origen de la universidad. Sin embargo, el prelado tenía muy clara la diferencia entre un colegio -residencia de estudiantes, con o sin cátedras- y una universidad o Estudio General, donde se otorgaban grados. Al respecto, el historiador John Tate Lanning afirma que: «Este testamento es tan bien conocido que algunos que ni siquiera lo han visto han leído en él muchas cosas que no están allí. En ninguna parte menciona Marroquín una universidad, mucho menos declara intención de establecer alguna...» Lo que sí está documentado es que el alcalde Pedro Crespo Suárez al morir, donó 20,000 pesos para la institución de cátedras de la universidad «que se está gestionando».
Los jesuitas se interpusieron a la fundación de la Universidad, ya que no les parecía que los mercedarios, franciscanos y dominicos tomaran la iniciativa en cuestiones religiosas y educativas. Después de varias décadas, alegatos y peticiones, el rey Carlos II expidió una real cédula, con fecha de 31 de enero de 1676, que dio licencia a la capital del Reino de Guatemala para fundar una universidad real o «Estudio General». Esta sería la tercera universidad real y pública de la América hispánica, y la segunda en la Nueva España. Después de un conflictivo proceso de organización, cinco años después de expedida la cédula real, la Universidad de San Carlos inició las lecciones de cinco de sus nueve cátedras, el 7 de enero de 1681, con más de sesenta estudiantes matriculados y siendo el Rector el Doctor José de Baños y Soto Mayor, arcediano de la Catedral, Predicador del Rey de España y Doctor de la Universidad de Osuna. La universidad fue inaugurada bajo el patrocinio de San Carlos Borromeo, dictando sus estatutos don Francisco Saraza y Arce, copia de los de México que, a su vez, eran adaptación de los de la Universidad de Salamanca en España.
Algunos de los catedráticos electos no tomaron posesión de sus sillas, debido a sus ocupaciones como procuradores y su pronta salida del reino, otros porque consideraron que su nueva categoría, como "interinos" y no como "propietarios" de la cátedra, no eran digna de su prestigio, y uno más, el catedrático de medicina, nunca llegó a Guatemala porque se encontraba en la Real Universidad de México leyendo otra cátedra.
La constitución universitaria exigía la libertad de cátedra, asimismo obligaba a que se leyesen doctrinas filosóficas contrarias para motivar la dialéctica y la discusión de ideas. Las primeras cátedras de la Universidad de San Carlos fueron:
- Cánones
- Leyes
- Medicina
- Teología Escolástica
- Teología Moral
- Dos cursos de lenguas

La universidad Real Universidad de San Carlos Borromeo recibió la aprobación papal por bula del 18 de junio de 1687, diez años después de su fundación y seis años después de que comenzaran las clases.

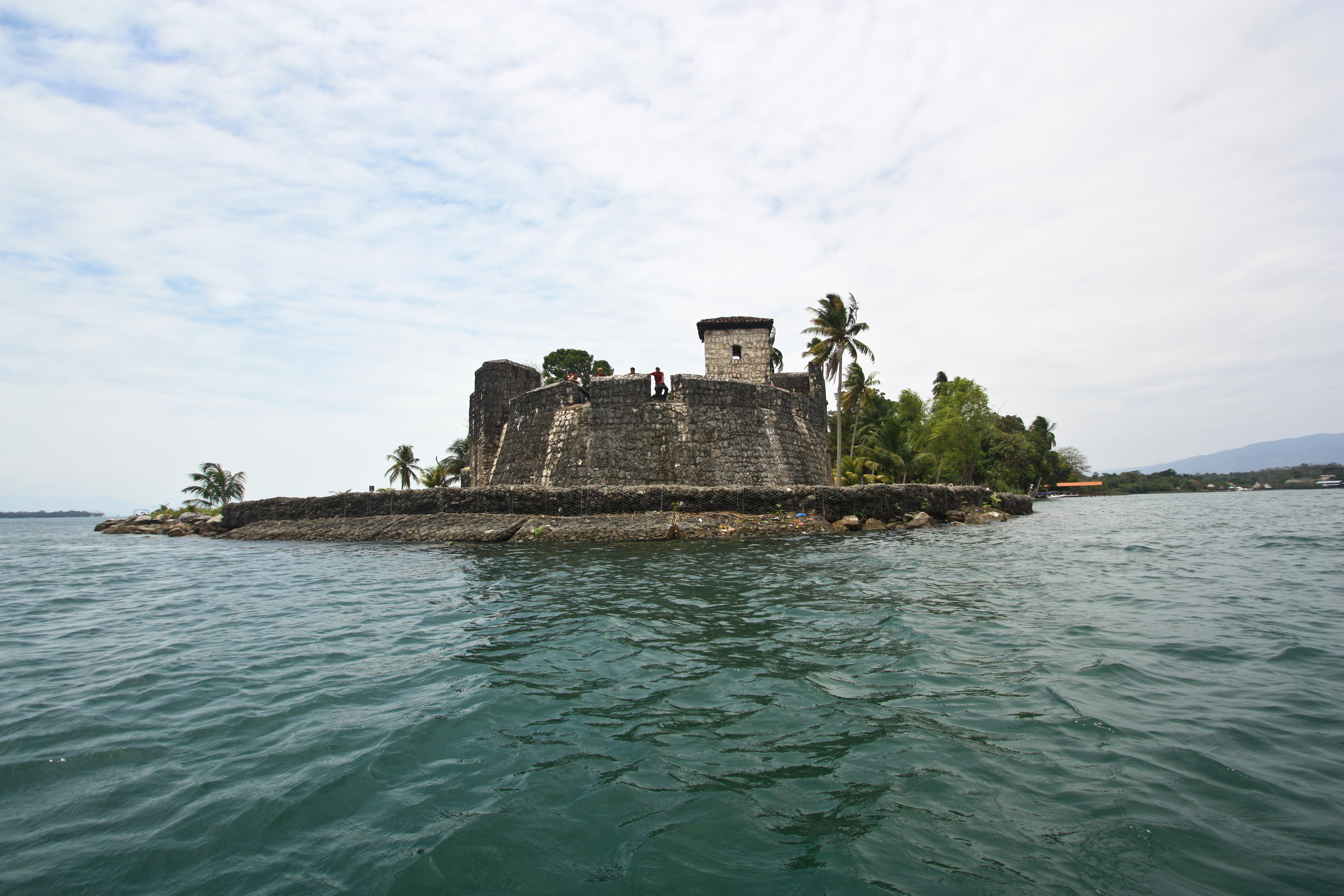
Castillo de San Felipe de Lara en la desembocadura del río Dulce en el Lago de Izabal. Fue construido por Diego Gómez de Ocampo en 1697 por orden del rey Felipe II de España para constrarrestar incursiones de piratas ingleses.

El Castillo de San Felipe de Lara es una fortaleza ubicada en la desembocadura del río Dulce con el Lago de Izabal en el oriente de Guatemala. Fue construida en 1697 por Diego Gómez de Ocampo para proteger las propiedades coloniales españolas contra los ataques de los piratas ingleses. El río Dulce conecta el lago de Izabal con el mar Caribe y estuvo expuesto a repetidos ataques de piratas entre el siglo xvi y el siglo xviii. El rey Felipe II de España ordenó la construcción de la fortaleza para contrarrestar el pillaje por los piratas.

#### Conquista del Petén

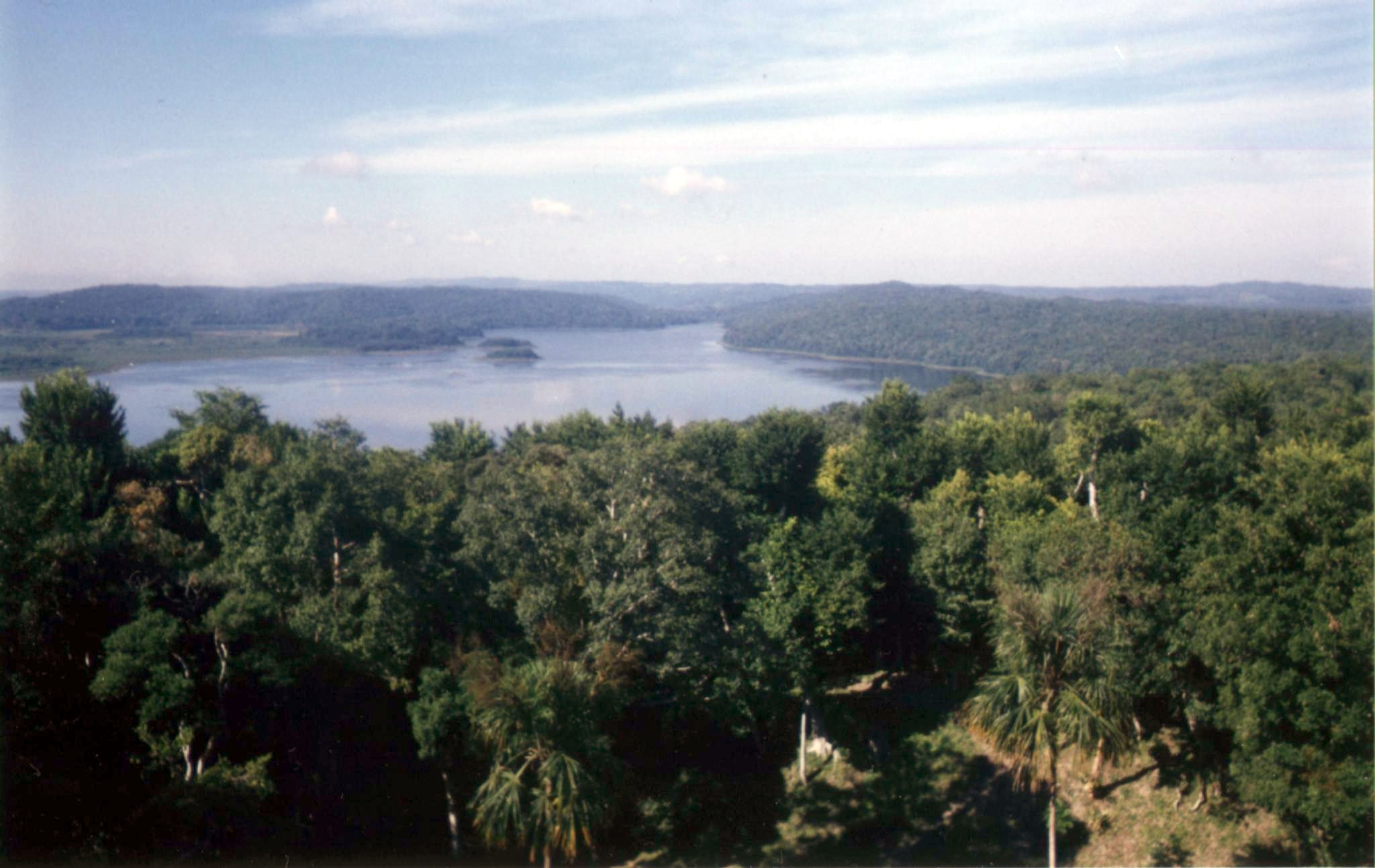
El lago Yaxhá está rodeado por una selva densa.

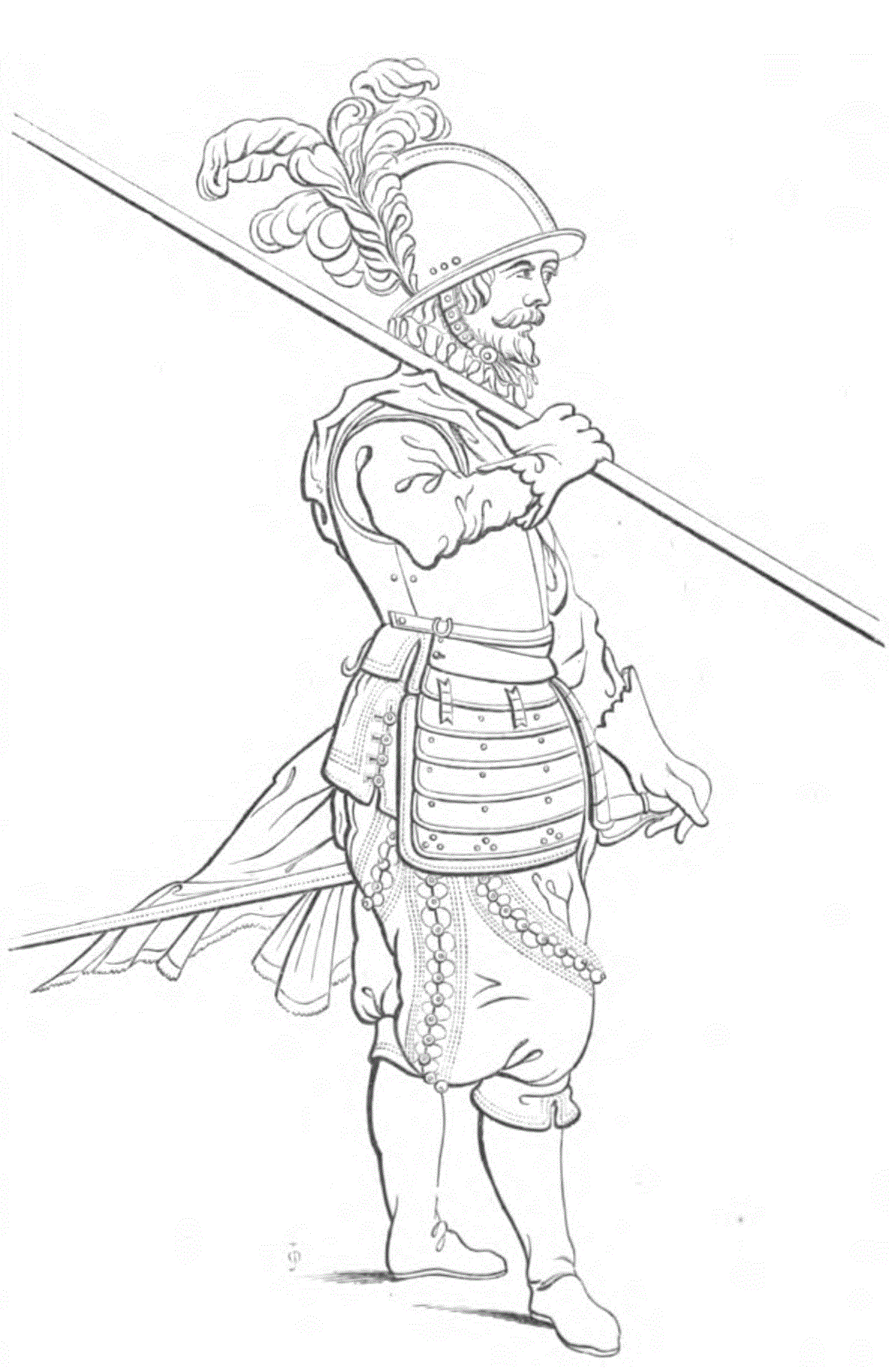
Piquero europeo del siglo xvii.

Durante de casi cien años no hubo intentos españoles de visitar a los belicosos habitantes itzaes de Nojpetén. El último contacto había sido en 1618 cuando dos frailes franciscanos habían salido de Mérida en Yucatán hacia el centro de Petén en una misión para convertir pacíficamente a estos indígenas considerados paganos por los conquistadores; los frailes fueron Bartolomé de Fuensalida, O.P. y Juan de Orbita, O.P, quienes fueron acompañados por algunos mayas cristianizados. Andrés Carrillo de Pernía, el alcalde criollo de Bacalar, se unió al grupo de viajeros en Bacalar y les escoltó río arriba hasta Tipuj, volviendo a Bacalar tras asegurarse que los frailes recibieron una buena acogida. Después de un arduo viaje de seis meses los viajeros fueron bien recibidos por el entonces Kan Ek'. Se quedaron en Nojpetén por algunos días tratando de evangelizar a los itzaes, pero el Aj Kan Ek' se negó a renunciar a su religión maya, a pesar de mostrar un interés en las misas celebradas por los misioneros católicos. Los frailes se retiraron en términos amistosos con KanEk (Canek). Los frailes regresaron en octubre de 1619 y se quedaron durante dieciocho días; una vez más Kan Ek' les dio una cordial bienvenida, pero esta vez los sacerdotes mayas fueron hostiles ante los misioneros ya que estaban celosos de su influencia sobre el rey. Finalmente, los sacerdotes mayas lograron que los misioneros fueran expulsados sin alimentos ni agua, aunque estos lograron sobrevivir al viaje de a Mérida.
Tras varias décadas, en 1692 Martín de Urzúa y Arizmendi, un noble vasco y gobernador de Yucatán, propuso al rey español la construcción de un camino desde Mérida hacia el sur hasta enlazar con la colonia guatemalteca, «reduciendo» las poblaciones nativas independientes en «congregaciones» coloniales en el proceso. En diciembre de 1695 las autoridades coloniales españolas en Mérida recibieron una visita diplomática enviada por el Aj Kan Ek'. El contacto diplomático había sido negociado por el capitán español Francisco Hariza y Arruyo, alcalde de Bacalar-de-Chunjujub', quien en abril de 1695 había enviado un emisario maya cristiano a Nojpetén, cuya llegada casi coincidió con preparaciones itzaes para defenderse contra una expedición española que entraba desde Guatemala. En agosto Hariza viajó a Mérida, acompañado de una delegación de siete nativos yalain de Tipuj que ofrecieron su sumisión a España. Sin embargo, en realidad cuatro de los miembros de la delegación no eran de Tipuj, sino emisarios diplomáticos itzaes enviados incógnitos desde el territorio yalain para discutir posibles contactos pacíficos con las autoridades coloniales en Mérida. En septiembre de 1695 el fraile Andrés de Avendaño y Loyola se encontró en Mérida, entre sus intentos para llegar a Nojpetén, y se reunió con la delegación itzá-yalain y les relató lo ocurrido con su delegación durante su viaje a través del territorio yalain después de visitar Nojpetén en enero de 1696. AjChan y sus acompañantes regresaron a Nojpetén en noviembre, pero no se quedaron mucho tiempo antes de viajar nuevamente a Mérida.

El lago Petén Itzá al momento de la conquista.

La resistencia prolongada de los itzaes se había convertido en una penosa vergüenza para las autoridades coloniales españolas, que decidieron enviar soldados desde Campeche para tomar Nojpetén de una vez por todas. En diciembre de 1696, el Camino Real desde Mérida había llegado hasta la orilla del lago Petén Itzá, aunque estaba casi intransitable en ciertos lugares y todavía faltaba terminarlo. Además, las profundas divisiones entre los líderes políticos de los itzaes eran tales que una defensa unificada del reino Itzá no era posible.
A finales de diciembre de 1696 los chak'an itzaes atacaron la misión kejache en Pak'ek'em, secuestraron a casi todos los habitantes e incendiaron la iglesia. La desmoralizada guarnición española en Chuntuki enterró sus armas y municiones y se retiró sobre una distancia de cinco leguas (aproximadamente veintiún kilómetros) en la dirección de Campeche. Desde finales de diciembre de 1696 hasta mediados de enero de 1697, Urzúa envió varios grupos de soldados y obreros a lo largo del camino hacia el lago; el primer grupo, bajo el comando de Pedro de Zubiaur, tenía instrucciones de comenzar con la construcción de una galeota, una embarcación de guerra impulsada por la fuerza de remos. Este grupo fue seguido por refuerzos que llevaron suministros, incluyendo armas ligeras y pesadas, pólvora y alimentos. El 23 de enero Urzúa salió de Campeche con otro grupo de soldados y arrieros, llevando el total de refuerzos a ciento treinta soldados. Los españoles fortalecieron sus posiciones en ch'ich' y desplegaron artillería pesada para su defensa.
El gobernador de Yucatán, Urzúa, llegó con sus soldados a la orilla occidental del lago Petén Itzá el 26 de febrero de 1697, y una vez allí construyó una galeota a principios de marzo. Una lancha también fue transportada al lago para ser utilizado en el ataque contra la capital itzá. El 10 de marzo un número de emisarios itzáes y yalain llegaron a ch'ich' para negociar con Urzúa; primero llegó AjChan y luego Chamach Xulu, el gobernante de los yalain. Kan Ek' envió una canoa con una bandera blanca llevando varios emisarios, incluyendo el sumo sacerdote itzá, quienes ofrecieron la rendición pacífica. Urzúa recibió los emisarios en paz e invitó Kan Ek' a visitar su campamento tres días después. En el día fijado Kan Ek' no se presentó; en su lugar guerreros mayas se concentraron en la orilla del lago y en canoas sobre el agua. Urzúa se dio cuenta de que no iba a poder lograr la incorporación pacífica de los itzaes al Imperio español, y en la mañana del 13 de marzo puso en marcha el ataque por agua contra la capital de Kan Ek'. Urzúa subió en la galeota con ciento ocho soldados, dos sacerdotes seculares, cinco sirvientes personales, el emisario itzá AjChan y su cuñado, y un prisionero itzá de Nojpetén; a medio camino sobre el lago encontraron una gran flota de canoas que bloquearon el acercamiento a Nojpetén y se extendieron en un arco de una orilla a la otra sobre unos seiscientos metros —Urzúa simplemente dio la orden de remar a través de ellos—. Un gran número de defensores estaba reunido a lo largo de la orilla de Nojpetén y en los techos de la ciudad. A medida que la galeota se acercaba, otras canoas salieron de la orilla y los españoles fueron cercados. Una vez que habían cercado la galeota, los arqueros itzaes comenzaron a disparar contra los invasores. Urzúa dio órdenes a sus hombres de no abrir el fuego, pero varios soldados fueron heridos por las flechas y uno de ellos disparó su mosquete; en ese momento los oficiales perdieron el control de sus hombres que abrieron el fuego. Los defensores itzaes pronto huyeron ante los disparos de los españoles.
La ciudad cayó después de una breve pero sangrienta batalla en la que murieron muchos guerreros itzaes; los españoles sufrieron pocas bajas. El bombardeo de artillería español causó la pérdida de muchas vidas en la isla; los itzaes que sobrevivieron abandonaron su capital e intentaron nadar a la otra orilla del lago; muchos de ellos murieron en el agua. Después de la batalla los supervivientes se desvanecieron en la selva, y los españoles ocuparon una ciudad maya abandonada. Martín de Urzúa plantó su bandera sobre el punto más alto de la isla y renombró Nojpetén como «Nuestra Señora de los Remedios y San Pablo, Laguna del Itzá». Kan Ek' no tardó en ser capturado con la ayuda de Chamach Xulu, el gobernante yalain; El rey kowoj (Aj Kowoj) también fue rápidamente capturado, junto con otros nobles mayas y sus familias. Con la derrota de los itzaes, el último reino nativo independiente e invicto en el continente americano cayó ante los colonizadores europeos.
Urzúa tenía poco interés en la administración del territorio recién conquistado y delegó su control a oficiales militares, sin hacer mucho para apoyarles, ya sea militar o económicamente. Con Nojpetén en manos de los españoles, Urzúa regresó a Mérida, dejando Kan Ek' y otros miembros importantes de su familia como prisioneros de la guarnición española en Nuestra Señora de los Remedios y San Pablo. La guarnición que quedó aislada entre los kowoj e itzaes hostiles que todavía dominaban la selva circundante, fue reforzada en 1699 por una expedición militar de Santiago de los Caballeros de Guatemala, acompañada de civiles ladinos (de raza mixta) que vinieron a fundar su propio asentamiento alrededor del campamento militar. Los colonos trajeron enfermedades que causaron mucha muertes entre los soldados y colonos, y que afectaron fuertemente a la población indígena. Los soldados guatemaltecos solo se quedaron tres meses antes de regresar a Santiago de los Caballeros de Guatemala, llevando el rey itzá cautivo junto con su hijo y dos de sus primos. Los primos murieron durante el largo viaje a la capital colonial; Ajaw Kan Ek' y su hijo pasaron el resto de su vida bajo arresto domiciliario en la capital.

### Sigloxviii

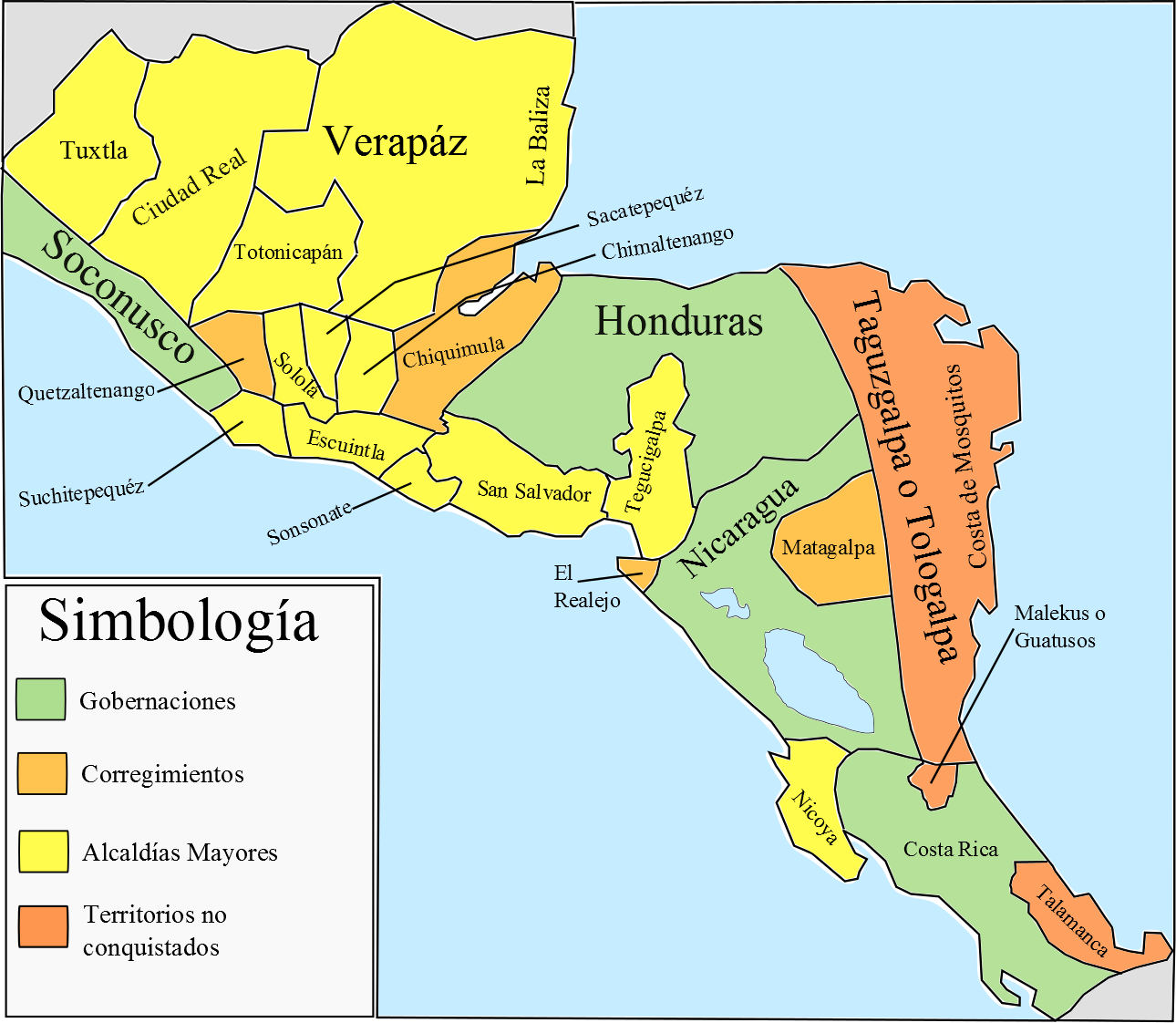
Capitanía General de Guatemala para el año de 1780, antes de la implementación del sistema de intendencias

#### Terremotos de San Miguel
Los terremotos más fuertes que vivió la ciudad de Santiago de los Caballeros antes de su traslado definitivo en 1776 fueron los terremotos de San Miguel en 1717. En esa época, el dominio de la Iglesia católica sobre los vasallos de la Corona española era absoluto y esto hacía que cualquier desastre natural fuera considerado como un castigo divino. En la ciudad, los habitantes también creían que la cercanía del Volcán de Fuego era la causa de los terremotos; el arquitecto mayor Diego de Porres llegó a afirmar que los terremotos eran causado por las reventazones del volcán..
El 27 de agosto hubo una erupción muy fuerte del Volcán de Fuego, que se extendió hasta el 30 de agosto; los vecinos de la ciudad pidieron auxilio al Santo Cristo de la catedral y a la Virgen del Socorro que eran los patronos jurados contra el fuego del volcán. El 29 de agosto salió la Virgen del Rosario en procesión después de un siglo sin salir y hubo muchas más procesiones de santos hasta el día 29 de septiembre, día de San Miguel; los primeros sismos por la tarde fueron leves, pero a eso de las 7 de la noche se produjo un fuerte temblor que obligó a los vecinos a salir de sus casas; siguieron los temblores y retumbos hasta las cuatro de la mañana. Los vecinos salieron a la calle y a gritos confesaban sus pecados, pensando lo peor.
Los terremotos de San Miguel dañaron la ciudad considerablemente, al punto que el Real Palacio sufrió daños en algunos cuartos y paredes. También hubo un abandono parcial de la ciudad, escasez de alimentos, falta de mano de obra y muchos daños en las construcciones de la ciudad; además de numerosos muertos y heridos. Estos terremotos hicieron pensar a las autoridades en trasladar la ciudad a un nuevo asentamiento menos propenso a la actividad sísmica; los vecinos de la ciudad se oponen rotundamente al traslado, e incluso tomaron el Real Palacio en protesta al mismo. Al final, la ciudad no se movió de ubicación, pero el número de elementos en el Batallón de Dragones para resguardar el orden fue considerable. Los daños en el palacio fueron reparados por Diego de Porres, quien los terminó de componer en 1720; aunque hay indicios de que hubo más trabajos de Porres hasta 1736.
Los sismos continuaron y el 4 de marzo de 1751 hubo otro fuerte temblor que dañó la ciudad. en ese oportunidad, el Palacio Real sufrió cuantiosos daños y hubo de ser reconstruido totalmente. El encargado de la reconstrucción fue el arquitecto mayor Luis Diez de Navarro, a quien las autoridades de la Corona española le solicitaron que el edificio se asemejara al edificio de la sede del poder criollo de Guatemala, el Ayuntamiento, y que tuviera un portal de columnas de piedra con cúpulas en cada sector de intercolumnio, además de ser abovedado el techo del conjunto. La construcción se concluyó entre 1765 y 1768.
En 1773, la capital del Reino, Santiago de los Caballeros de Guatemala, fue destruida por los Terremotos de Santa Marta, lo que provocó que dicha ciudad fuera trasladada a una nueva ubicación y llamada Nueva Guatemala de la Asunción.

#### División del distrito de Guatemala
En 1775 el valle de Guatemala o distrito de la Real Audiencia fue subdividido entre las alcaldías mayores de Chimaltenango y Sacatepéquez.
En 1785 comenzó a aplicarse el sistema de intendencias en la capitanía General de Guatemala, con base en las ordenanzas aplicadas desde 1782 en el Virreinato del Río de la Plata. A partir del 22 de abril de 1787 se rigieron por las ordenanzas que se dictaron para Nueva España en 1786:
- Intendencia de San Salvador (creada el 17 de septiembre de 1785), dividida en los partidos de San Salvador, Olocuilta, Zacatecoluca, San Vicente, Usulután, San Miguel, Gotera, San Alejo, Sensuntepeque, Opico, Tejutla, Chalatenango, Santa Ana, Metapán y Cojutepeque.[58] Esta fue la intendencia del reino de Guatemala, por una gran diferencia, que más partidos tenía —15 en total— y de las más pobladas del reino. Fue la primera en ser creada debido a que era la principal productora de añiil, el primordial producto de exportación del reino en el siglo XVIII y comienzos del XIX.[58]
- Intendencia de Ciudad Real de Chiapas o Chiapas (creada el 20 de septiembre de 1786), dividida en tres partidos: Chiapas, Soconusco y Tuxtla.
- Intendencia de Comayagua (creada el 23 de diciembre de 1786) dividida en dos partidos: el de Comayagua y el de Tegucigalpa.
- Intendencia de León (creada el 23 de diciembre de 1786), dividida en cinco partidos: León, Matagalpa y Chontales, El Realejo, Sutiaba y Nicoya.
- Gobierno Militar de Provincia de Costa Rica, cuyo gobernador tenía las mismas facultades (pero no el rango de) un intendente, salvo en lo hacendario, materia en la cual dependía del Intendente de León.[6]
- Provincia de Guatemala: no existió una Intendencia de Guatemala, aunque el capitán general ejerció funciones de Superintendente General, el territorio bajo su jurisdicción directa estaba dividido en cuatro partidos: Guatemala, Quezaltenango, Escuintla y Chiquimula.

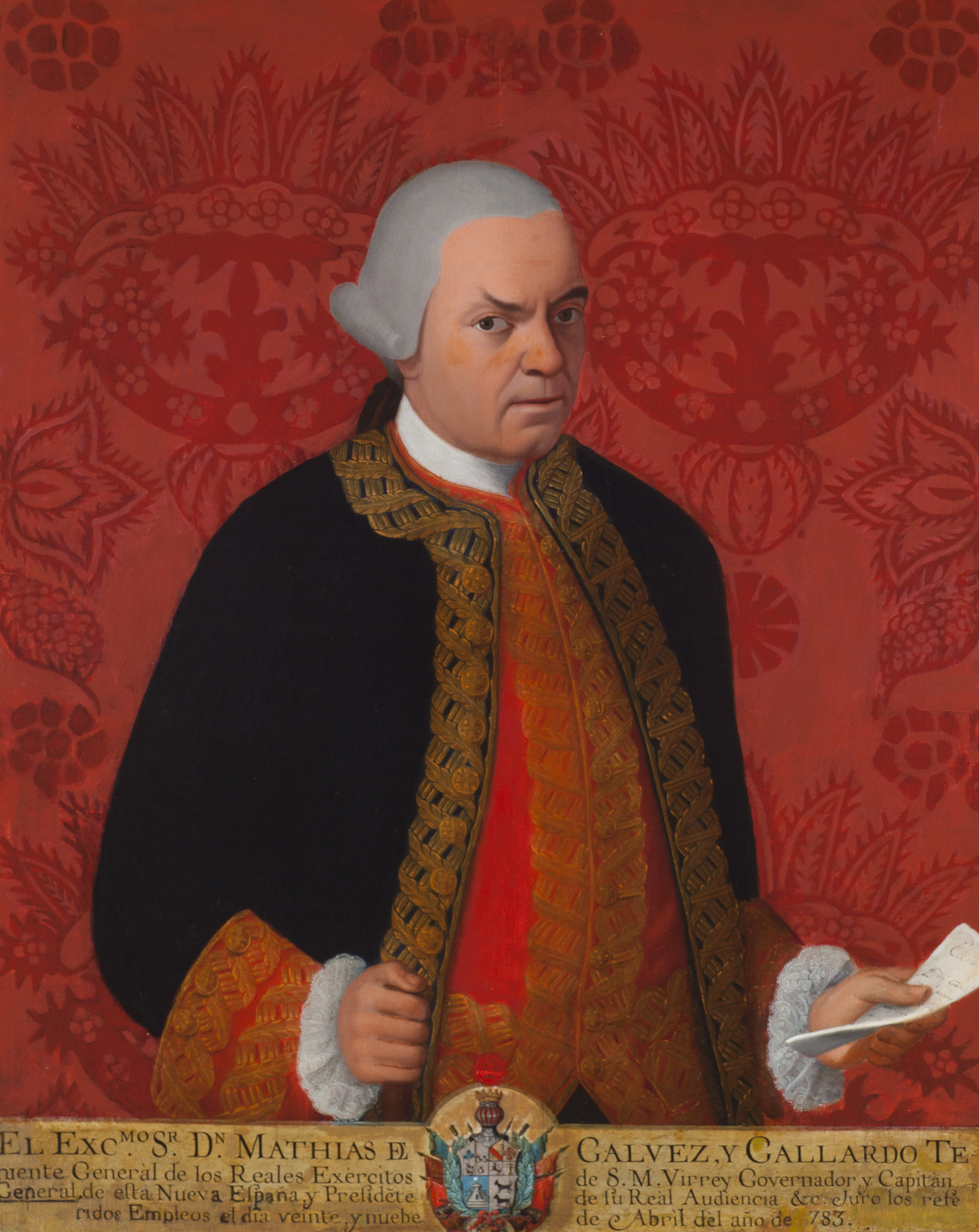
Matías de Gálvez, quien dirigió la expulsión de los ingleses de los territorios de de la Capitanía en las campañas de la guerra Anglo-Española

#### Guerra anglo-española 1779-1783
La guerra anglo-española (1779-1783) supuso la intervención de España contra Gran Bretaña a una escala global, incluyendo el respaldo franco-español a los Estados Unidos en la guerra de Independencia de los Estados Unidos. Los británicos fueron expulsados de sus asentamientos en las costas de la Capitanía General de Guatemala y sus intentos por anexionarse nuevos territorios fueron frustrados en las batallas de río Hondo (1779), cayo Cocina (1779), San Fernando de Omoa (1779), el naval de Punta Sal (1779), Expedición a San Juan con derrota a Horatio Nelson (1780), Roatán (1782) y río Tinto (1782).

#### Derechos de tala a losbaymeningleses en La Baliza

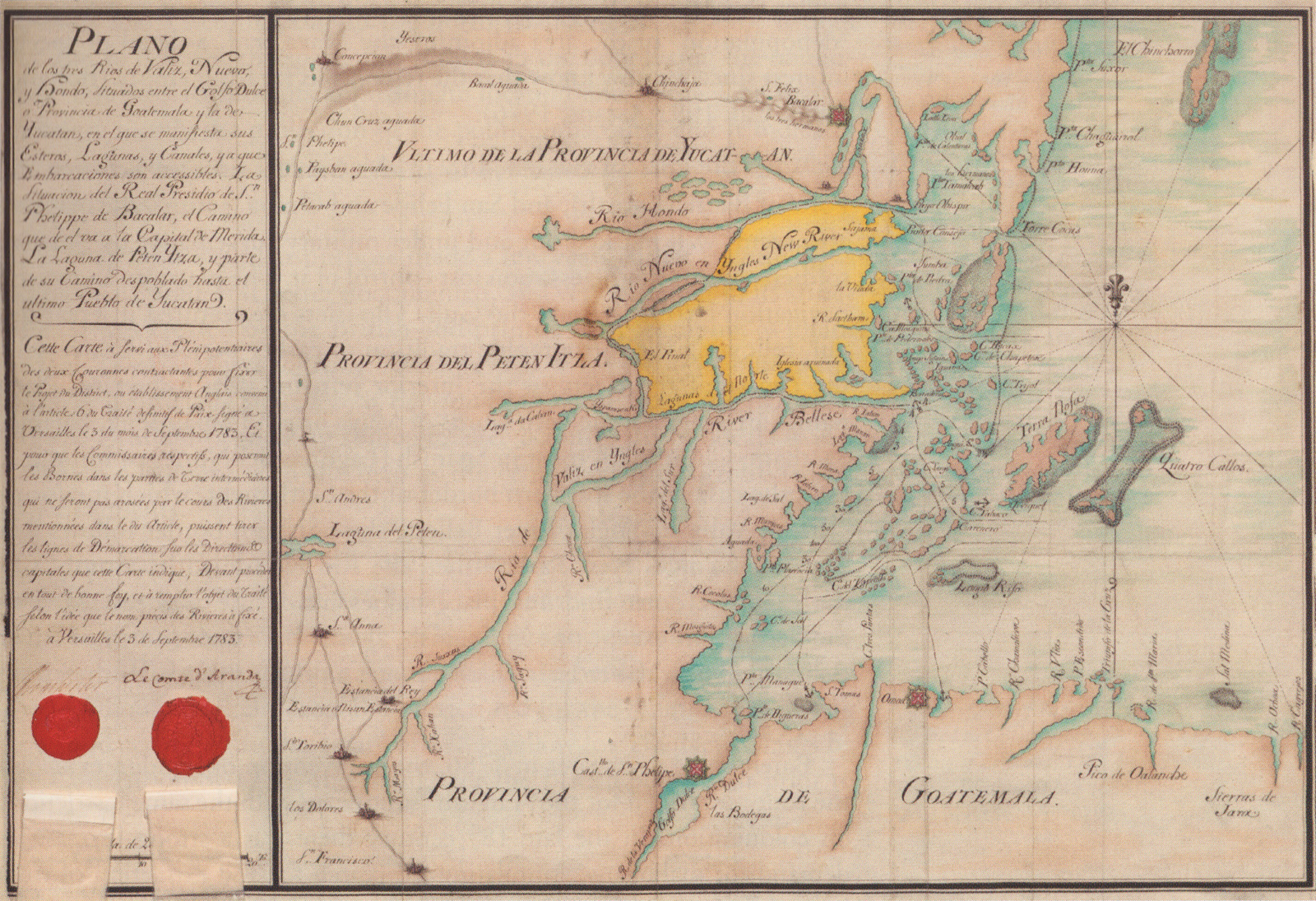
Mapa de los ríos Valiz, Nuevo y Hondo, situados entre el golfo Dulce o provincia de Goatemala y la provincia de Yucatán (1783) plano del Conde de Aranda.

Tras la guerra de Independencia de los Estados Unidos de Gran Bretaña, el tratado de París (1783) supuso algunas compensaciones para esta última. En concreto, España concedió derechos de tala a la colonia Baymen de iniciativa privada inglesa en La Baliza (actual Belice).

### Sigloxix

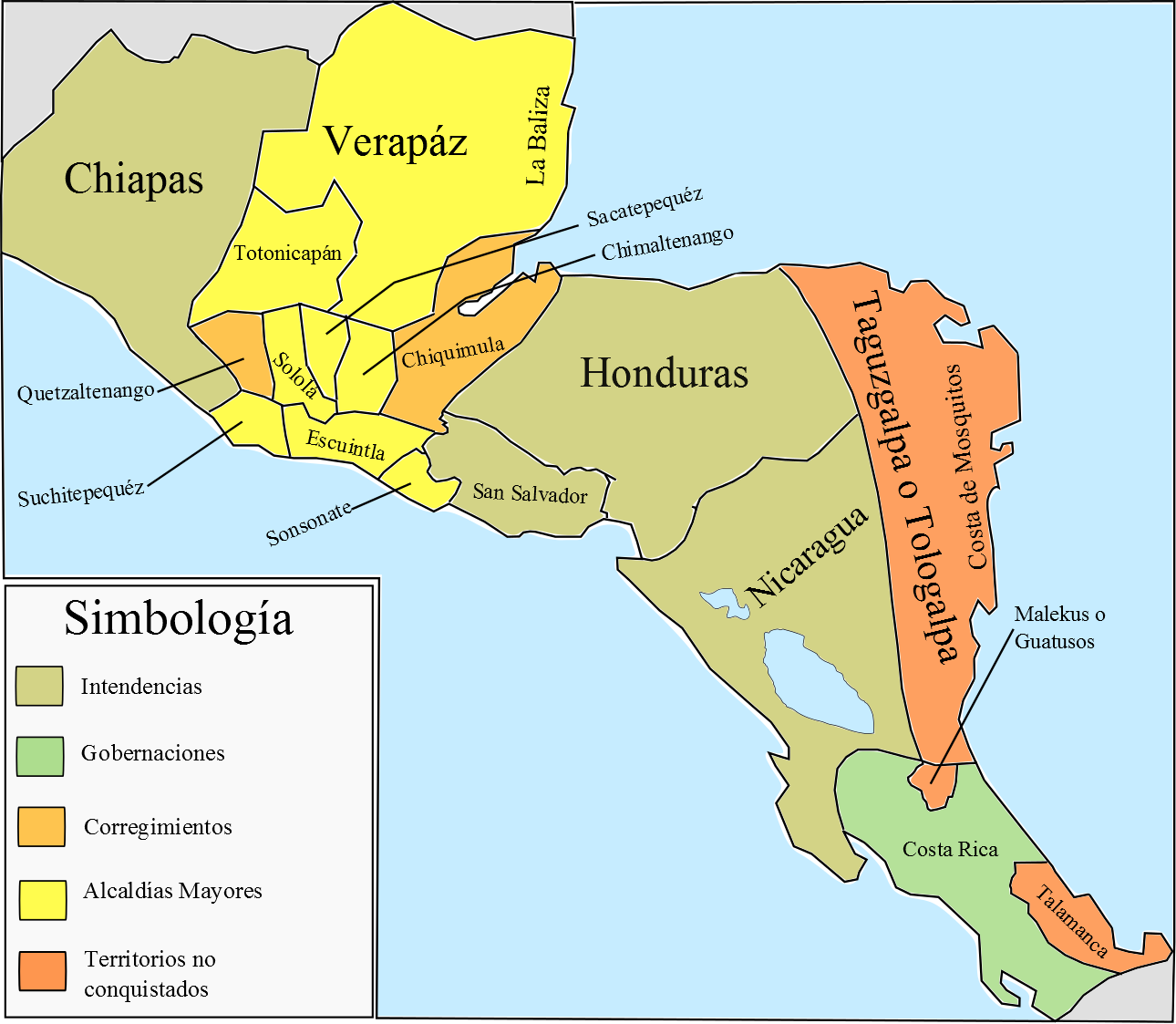
Capitanía General de Guatemala a principios del siglo XIX

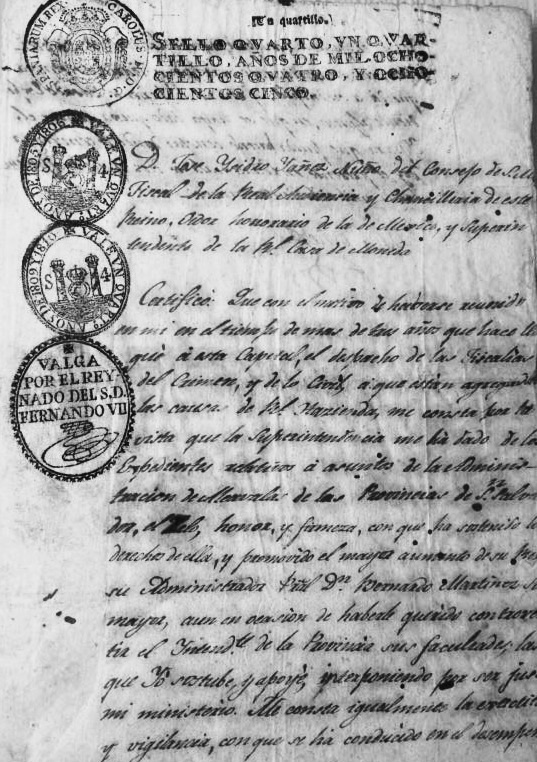
Muestra de un documento legal de la Capitanía General de Guatemala en 1804.

Para principios del siglo xix, según detalla el historiador Domingo Juarros, el Reino de Guatemala se dividía en quince provincias: 
- Las alcaldías mayores de Chimaltenango, Escuintla, Sacatepéquez, Sololá, Sonsonate, Suchitepéquez, Totonicapán y Verapaz.
- Los corregimientos de Chiquimula y Quezaltenango.
- La gobernación de Costa Rica.
- Las intendencias de Ciudad Real, Comayagua, León y San Salvador.

En 1812 las Cortes de Cádiz suprimieron el denominado Reino de Guatemala (manteniendo la Capitanía General de Guatemala), y dividieron su territorio en dos provincias: la Provincia de Guatemala (incluyendo Chiapas, Honduras y El Salvador) instalada el 2 de septiembre de 1813 y la Provincia de Nicaragua y Costa Rica. Cada una gobernada por un jefe político superior y sin subordinación entre sí. En lo legislativo al nivel de la Monarquía, las dos provincias eligieron entre ellas siete representantes a las Cortes en este período.
Por medio de una real cédula del 16 de octubre de 1814, la Intendencia de Yucatán, perteneciente al Virreinato de Nueva España, pasó a depender de la Real Audiencia de Guatemala. 
El traslado de la capital provocó que la ciudad de Guatemala perdiera importancia y fuerza política ante las provincias del Reino de Guatemala, ya que la Nueva Guatemala de la Asunción nunca tuvo la belleza y grandeza de Santiago de los Caballeros y cuando se declaró la independencia en 1821, la ciudad estaba a medio construir y no logró mantenerse como la capital de la Federación Centroamericana.

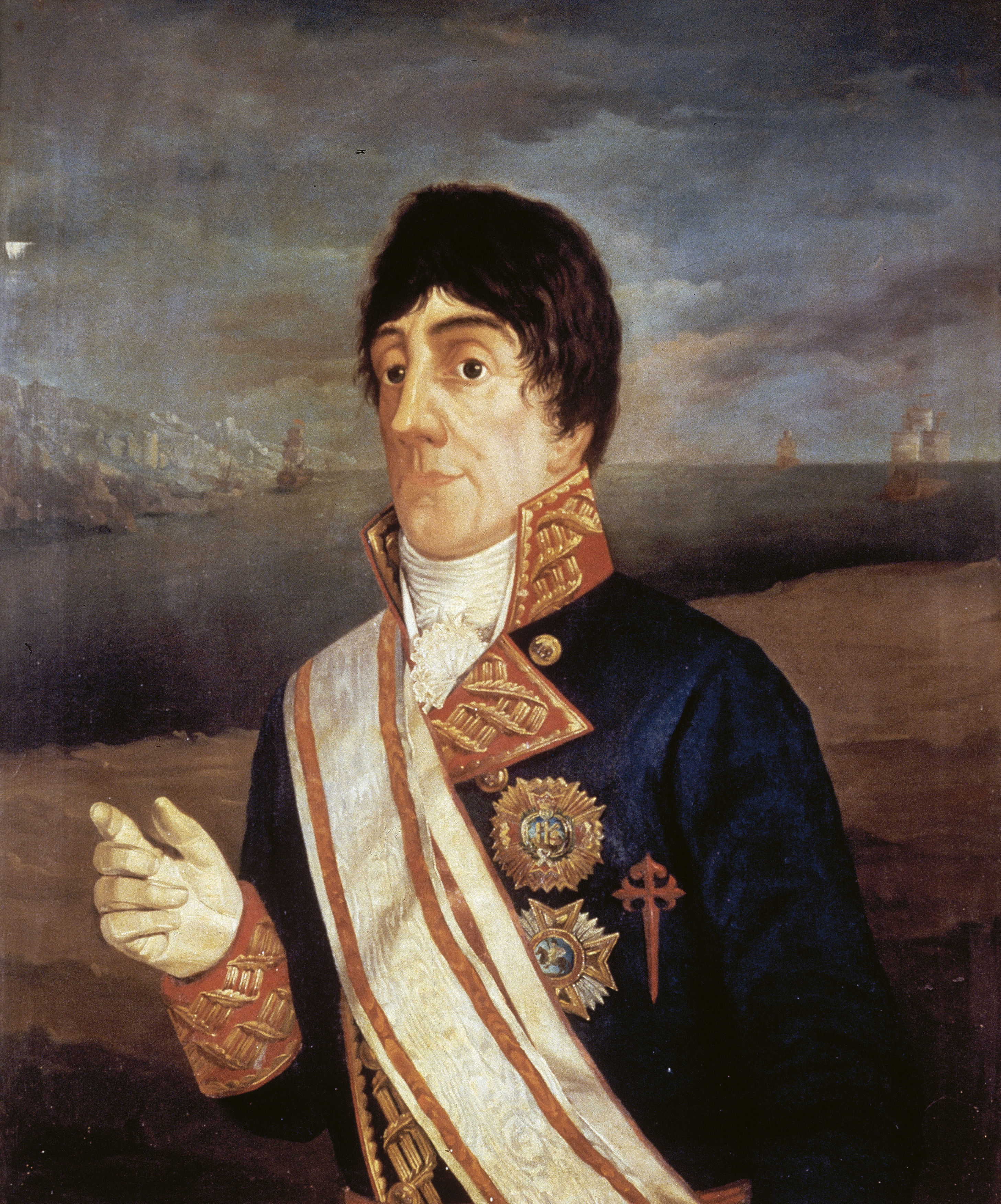
José de Bustamante y Guerra, Capitán General de Guatemala de 1810 a 1817.

La región siguió floreciendo. Industrias como las del añil, el cacao y la caña de azúcar, florecieron durante todo el período colonial de Guatemala, creando grandes riquezas y permitiendo el desarrollo de otras industrias, cuyo auge duró hasta finales del siglo xviii. Los últimos decenios del siglo xviii significaron para la Corona española un inmenso derroche de energías –humanas y económicas– destinadas a soportar y llevar a buen término repetidos proyectos bélicos en los que se vio envuelta. Fruto de celos expansionistas, como de avances político-económicos, habían colocado a España en una situación bastante difícil: no era factible sucumbir ante el poderío de las potencias vecinas, pero hacer frente a tales empresas bélicas le significaba innumerables sacrificios humanos y económicos. Por otro lado, sus vastas posesiones de ultramar eran de por sí otra gran empresa en la que debía invertir semejantes energías y recursos, aunque de diversa manera; así como velar por ellas como un valioso tesoro sobre el que tenían puestos los ojos propios y extraños. Aspecto importante que merecía obligados desvelos por parte de la alta burocracia real española, así como los esfuerzos e inversiones ya señalados, era el tráfico comercial-marítimo que sostenía la metrópoli y sus colonias. Por medio de él, podía detectarse el pulso y ritmo de las relaciones entre ambos continentes. Esa inquietud real sobre el mantenimiento y conservación de una relación continua en el ámbito comercial puede explicarse por los factores que la constituían, como lo eran, por un lado la riqueza en metales preciosos y materias primas que América proporcionaba, así como el mercado de consumo que ella misma significaba para los géneros y productos peninsulares. Ese intercambio, las más de las veces desigual para las colonias ultramarinas, suponía un renglón considerable en la economía real peninsular. De allí su constante vigilancia y protección, manifiesta en toda una serie de disposiciones reales que –durante casi tres siglos– guardan una línea clara de pensamiento: la conservación, en exclusividad, del comercio con las colonias como algo inherente e imaginable solo para la Corona española, sin llegar a contemplar la injerencia en dicha relación, de otras naciones. La guerra sostenida con Inglaterra en los últimos años del siglo xviii planteó difíciles problemas a esa relación comercial, ya que las fuerzas inglesas conocían bien los puntos neurálgicos de la economía española y los atacaron frontalmente.

#### Costa de los Mosquitos e islas de San Andrés
Por la real cédula del 20 de noviembre de 1803, el rey dispuso que la costa de los Mosquitos y las islas de San Andrés pasen desde la capitanía General de Guatemala a la jurisdicción del Virreinato de Nueva Granada, para ser administradas dentro de esta última por la provincia de Cartagena.
| «El Rey ha resuelto que las Islas de San Andrés, y la parte de la costa de Mosquitos desde el cabo de Gracias a Dios inclusive hacía el río Chagres [desde 1825 el Chagres formó parte de El Istmo y así actualmente de Panamá], queden segregadas de la capitanía general de Guatemala, y dependientes del Virreinato de Santa Fe, y se ha servido S.M. conceder al governador de las expresadas Yslas Don Tomas O. Neille el sueldo de dos mil pesos fuertes anuales en lugar de los mil y doscientos que actualmente disfruta. Lo aviso a Vuestra Excelencia de Real Orden a fin de que por el ministerio de su cargo se expidan las que corresponden al cumplimiento de esta soberana resolución. Dios guarde a Vuestra Excelencia muchos años, Sn Lorenzo 20 de noviembre de 1803.» |

Tres años después, mediante la real orden del 13 de noviembre de 1806 y enviada al capitán general guatemalteco Antonio González Mollinedo y Saravia, el rey Carlos IV de España dispuso lo siguiente: 
| «Ha resuelto Su Majestad, el Rey de España, que Vuestra Señoría es quien debe entender en el conocimiento absoluto de todos los negocios, que ocurran en la colonia de Trujillo (Honduras) y demás puestos militares de la Costa de Mosquitos, concernientes á las cuatro causas referidas, justicia, policía, hacienda y guerra.» |

#### Conjuración de Belén

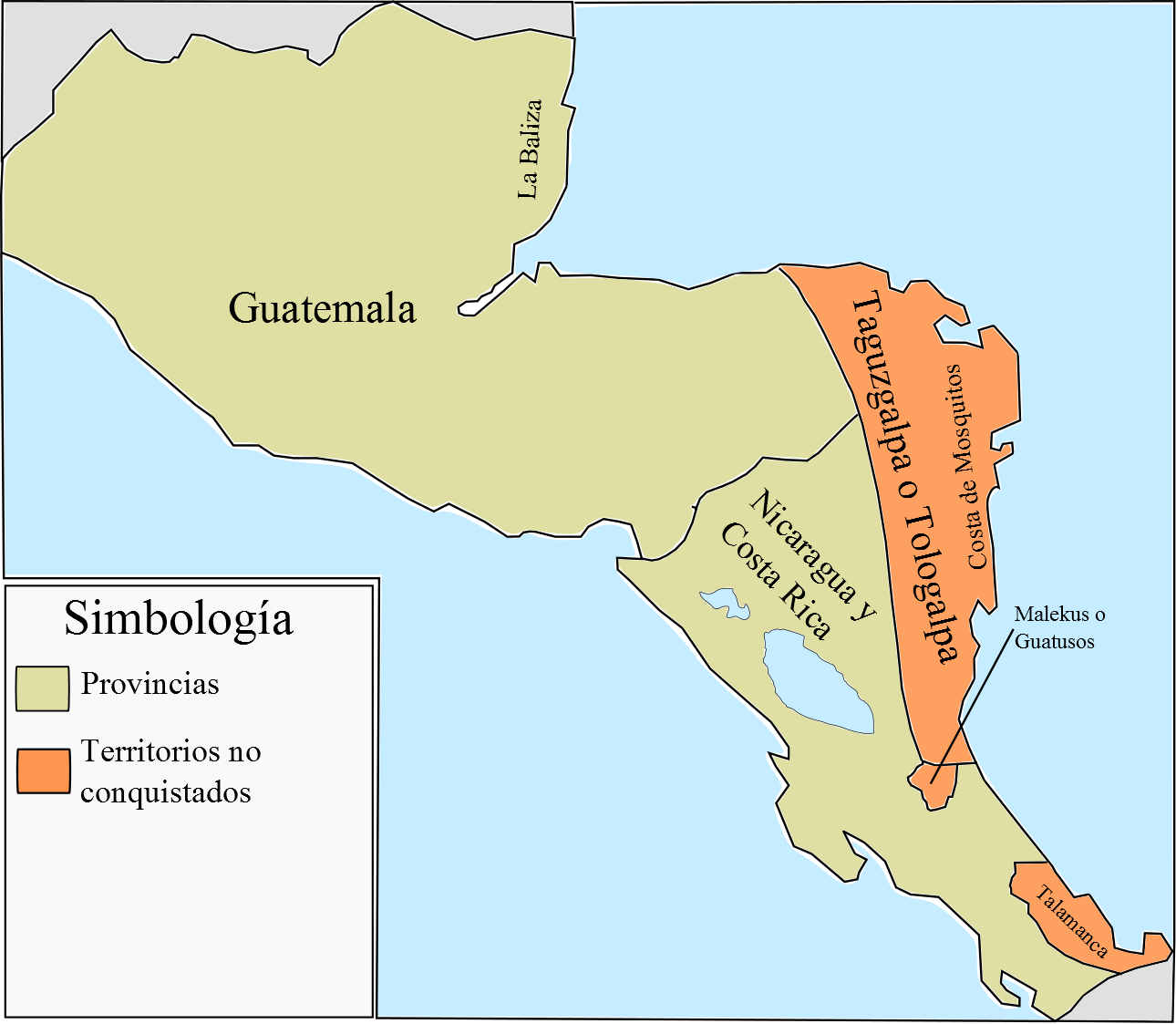
Provincias (entidades que cuentan con un jefe político superior y una diputación provincial) en la Capitanía General de Guatemala en 1812, luego de la implementación de la Constitución de Cádiz

En 1810 José de Bustamante y Guerra fue nombrado Capitán General de Guatemala, en una época de gran actividad independentista; desarrolla una política reformista de corte ilustrado, pero ante la revolución de Miguel Hidalgo y Costilla y José María Morelos en México preparó tropas en Guatemala y creó el «cuerpo de voluntarios de Fernando VII» y desde su puesto se enfrentó a los constitucionalistas locales, reprimiendo duramente a los insurgentes; se opuso a la constitución liberal de 1812
Desde el 28 de octubre de 1813, y después de la elección del rector de la Real y Pontificia Universidad de San Carlos Borromeo, se habían celebrado en la celda prioral del Convento de Belén varias juntas organizadas por fray Juan Nepomuceno de la Concepción. Los que allí se reunían juraban mantener en secreto lo tratado, sin embargo, es probable que leyeran una proclama de José María Morelos y discutieran la posibilidad de destituir al Capitán General Bustamante y Guerra. En noviembre hubo otra reunión en casa de Cayetano y Mariano Bedoya, hermanos menores de doña Dolores Bedoya de Molina, y cuñados de Pedro Molina Mazariegos.

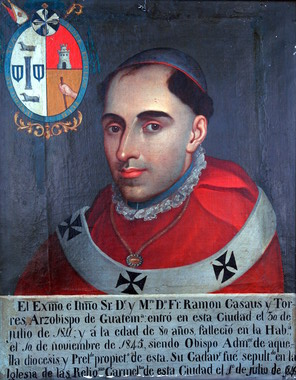
El Arzobispo de Guatemala Ramón Casaus y Torres, colaboró con el capitán general José de Bustamante y Guerra y se opuso a los movimientos liberales independentistas.

El 21 de diciembre de 1813, Bustamante y Guerra, se enteró de que en el Convento de Belén se reunían sediciosos para intentar una sublevación, dictó un auto para que el capitán Antonio Villar y su ayudante, Francisco Cáscara, apresaran a los religiosos de ese monasterio. En la acometida resultarían presos el presbítero y doctor Tomás Ruiz Romero, y su hermano José; los hermanos Bedoya, Cayetano y Manuel; el teniente Joaquín Yúdice; el sargento primero León Díaz; Andrés Dardón; y los frailes Manuel de San José y Juan Nepomuceno de la Concepción. Esta resolución fue comunicada por el alcalde del ayuntamiento el día 24. De ahí adelante, hasta el siguiente mes, otros resultarían apresados:
- Víctor Carrillo y Benito Miquelena, frailes mercedarios
- Felipe Castro y Rafael Aranzamendi, sargentos primeros del Batallón de Milicias
- Manuel Ibarra y Juan José Alvarado, empleados
- Mariano Cárdenas, agricultor latifundista
- José Ruiz, pasante de derecho
- Manuel Tot, líder indígena de Verapaz; y
- Venancio López, abogado y síndico del Ayuntamiento criollo.

También se libró orden de captura contra el regidor José Francisco Barrundia, quien logró escapar.
El Capitán General se percató de la conjura por medio del teniente Yúdice, a quien se habrían sumado José de la Llana y Mariano Sánchez. Asimismo, Bustamante comisionó a su sobrino el carmelita fray Manuel de la Madre de Dios en la casa de correos, para que abriese toda correspondencia que cayera en sus manos.
Bustamente y Guerra después denunció a su sucesor nombrado Juan Antonio de Tornos, Intendente de Honduras, por supuestas tendencias liberales y así logró su confirmación en su puesto por Fernando VII en 1814. Fue destituido en agosto de 1817 y volvió a España en 1819. Ese mismo año entró nuevamente a formar parte de la Junta de Indias.

#### Alzamiento de Totonicapán
Para 1820, Atanasio Tzul era reconocido como representante no oficial de las parcialidades de Linkah, Pachah, Uculjuyub, Chiché y Tinamit en Totonicapán; en el mismo año, con la representación antes descrita y ante el interés de su pueblo por acabar con los impuestos eclesiásticos y el tributo, Tzul unió fuerzas con Lucas Aguilar y con el alcalde Mayor de Totonicapán, Narciso Mallol. Juntos lucharon en contra del poder de la colonia española, manejada por el capitán general del Reino de Guatemala, el Arzobispo de Guatemala Ramón Casaus y Torres, la élite ladina local y los caciques de Totonicapán. Los tributos reales habían sido suprimidos en 1811 por las cortes de Cádiz, pero fueron impuestos de nuevo por el rey Fernando VII.
La debilidad política y militar del imperio español, los primeros intentos por una autonomía política y la competencia entre oficiales españoles fueron clave para el éxito del levantamiento. Así, se dio paso al rechazo del tributo, la remoción del Alcalde Mayor, José Manuel Lara de Arrese y la imposición de un gobierno propio.
Al menos durante unos días entre julio y agosto de 1820, Tzul actuó como el representante más destacado del gobierno indígena.
Tzul fue azotado durante nueve días y encarcelado más tarde en Quetzaltenango, después de que el movimiento sufriera una represión a manos de alrededor de mil milicianos Criollos, entre los que participó la milicia de San Carlos Sija. El 25 de enero de 1821, él y otros dirigentes solicitaron la gracia del indulto, el cual les fue concedido el 1 de marzo de 1821, después de una manifestación de individuos totonicapenses.

#### Dominio del clan Aycinena

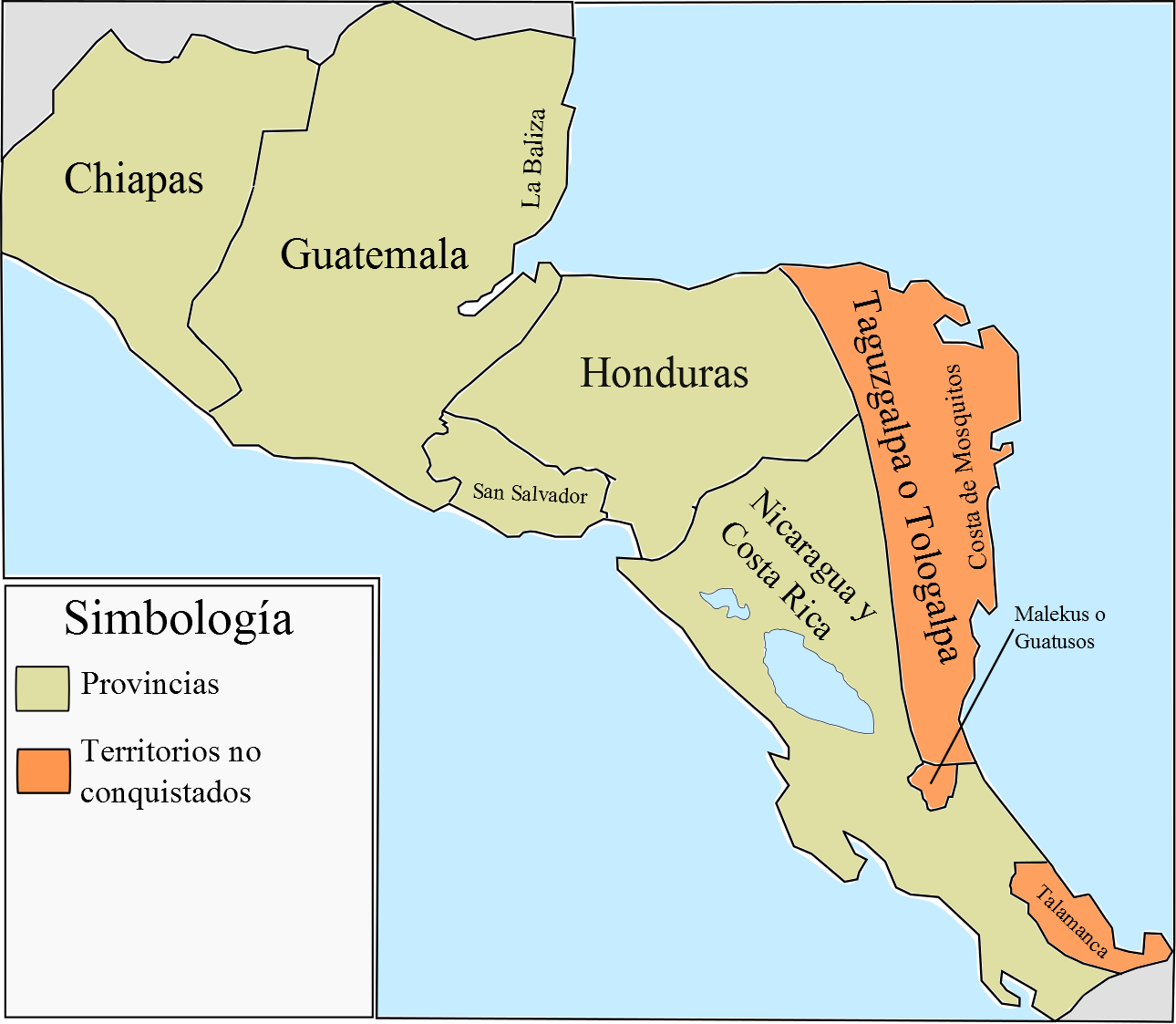
Provincias (entidades que cuentan con un jefe político superior y una diputación provincial) en la Capitanía General de Guatemala en 1821, antes de la independencia

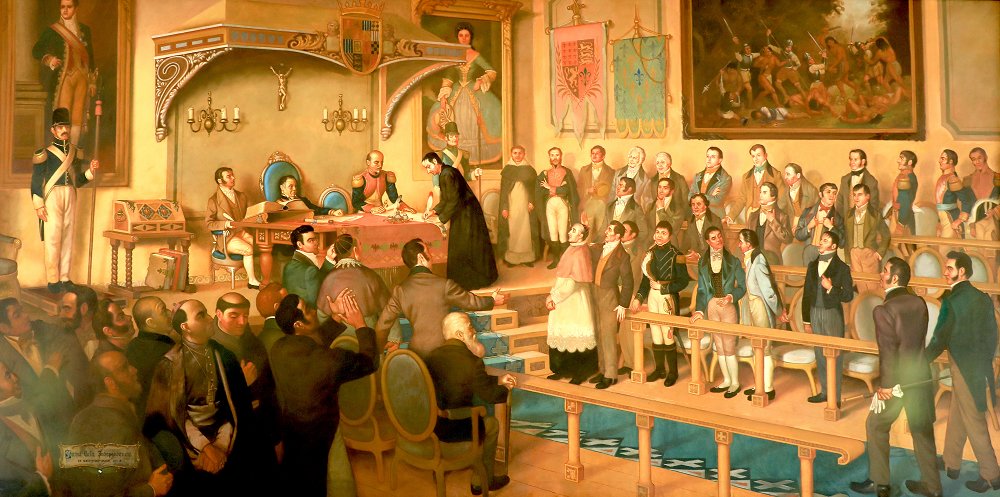
Firma de la Independencia, pintura de Luis Vergara Ahumada. Que representa el momento en que el padre José Matías Delgado firma el acta.

El fundador del clan Aycinena fue Juan Fermín de Aycinena, proveniente de la casa de Navarra, de donde emigró al Virreinato de Nueva España, en donde se estableció en el comercio utilizando mulas para transportar mercancías desde la costa hasta el interior del país. Más tarde, disgustado por ciertas medidas del Virrey, vendió su negocio y se trasladó a la capitanía General de Guatemala, en donde invirtió su dinero en haciendas en las provincias de Guatemala y El Salvador.
Se dedicó a la cosecha de añil, rehabilitando esa industria. Su fortuna creció exponencialmente, y llegó a establecer una entidad bancaria en la ciudad de Santiago de los Caballeros de Guatemala. Tras la destrucción de la ciudad de Santiago de los Caballeros por los Terremotos de Santa Marta en 1773, el Capitán General Martín de Mayorga lo nombró como miembro de la comisión encargada de la construcción de la nueva capital en la Nueva Guatemala de la Asunción. En reconocimiento a su labor durante la reconstrucción de la ciudad, el capitán general le cedió el flanco sur de la Plaza de Armas en donde construyó edificios comerciales, entre ellos el Portal del Comercio y el Pasaje Aycinena.
En 1820, el golpe militar dado a Fernando VII en Madrid obligó a restituir las leyes liberales de Cádiz anuladas en 1814 por el propio rey; esto significaba que los miembros del Clan Aycinena se verían afectados en sus intereses porque perderían el monopolio comercial que ostentaban y el diezmo obligatorio que tenía la Iglesia católica. Sin embargo, tras las elecciones convocadas por el Capitán General Gabino Gaínza, la red del clan obtuvo la mayoría de diputaciones; además, México se independizó de España gracias al general conservador Agustín de Iturbide que dejó en suspenso las reformas liberales y a los miembros del alzamiento rural del cura Miguel Hidalgo y Costilla. Tras la independencia de Centroamérica, los Aycinena pujaban por mantener su dominio mercantil en alianza con el Consulado de Comercio mexicano, soporte económico del emperador Iturbide.

## Organización institucional

### Capitanes generales
El siguiente es un listado de las autoridades de la capitanía General de Guatemala:
| Nombre                                      | Inicio                   | Final                    | Comentarios |
| ------------------------------------------- | ------------------------ | ------------------------ | --- |
| Alonso de Maldonado                         | 1543                     | 1548                     | Fue el primer presidente de la Real Audiencia de Guatemala, pero no con título de gobernador del territorio. |
| Licenciado Alonso López de Cerrato          | 1548                     | 1555                     | Fue un defensor de los indígenas y enemigo de los abusos de los conquistadores. |
| Licenciado Juan Núñez de Landecho           | 1559                     | 12 de febrero de 1565    | Primer personaje que fue gobernador de la capitanía General de Guatemala y presidente de la real audiencia homónima. Debido a los abusos que cometía, el 30 de mayo de 1563 se nombró al licenciado Francisco Briceño como visitador por real cédula del rey Felipe II. Briceño llegó de incógnito a Santiago de los Caballeros, en donde se hospedó en el convento de los mercedarios quienes fueron los únicos que supieron de su verdadera identidad. Tras apreciar el verdadero estado de los asuntos del reino, anunció formalmente su llegada el 12 de febrero de 1565, y de inmediato puso en arresto domicialiario a Núñez de Landecho, junto con una multa de treinta mil pesos. Landecho huyó y logró embarcarse en Amatique, pero el barco en que iba zozobró y se asume que falleció en la travesía.                                                          |
| Licenciado Francisco Briceño                | 12 de febrero de 1565    | 5 de enero de 1570       | Al inicio de su gestión disolvió la Real Audiencia, multando a todos los oidores que habían participado en las anomalías de Núñez de Landecho y, siguiendo las órdenes de Felipe II, trasladó la Real Audiencia a Panamá, con lo que Guatemala dejó de ser capitanía general y pasó a ser provincia particular de la Real Audiencia de México, junto con las provincias de Chiapas, Soconusco, Verapaz y El Salvador. |
| Doctor Antonio González                     | 5 de enero de 1570       | 1573                     | Tras peticiones del regidor Francisco del Valle Marroquín y de Bartolomé de las Casas, O.P., el rey Felipe II emitió la Real Cédula del 28 de junio de 1568 en la que mandó que la Audiencia volviera a residir en la ciudad de Guatemala, y nombró a Antonio González como Capitán General; esta orden se cumplió cuando el capitán general ingresó a Guatemala con sus oidores el 5 de enero de 1570 y la Audiencia de Guatemala se abrió oficialmente el 3 de marzo de 1570. González fue, pues, gobernador y Capitán General de las provincias ya indicadas, además de las de Honduras y Nicaragua. |
| Doctor Pedro de Villalobos                  | 1573                     | 1578                     | |
| Licenciado García Valderde                  | 1578                     | 1588                     | Durante su gestión se le otorgó al presidente voto en materias de justicia. |
| Licenciado Pedro Mayén de Rueda             | 1588                     | 1594                     | En 1592 concluyó la construcción del puente sobre el Río Los Esclavos. |
| Doctor Francisco de Sande                   | 1594                     | 1598                     | |
| Doctor Alonso Criado de Castilla            | 1598                     | 1611                     | Debido al mal estado de Puerto Caballos en la costa de Honduras y su exposición a repetidos ataques de los piratas, envió un navío piloto para explorar el lago de Izabal. Como resultado de la exploración y después de que se le concedió el permiso real, Criado de Castilla ordenó la construcción de un nuevo puerto, llamado Santo Tomás de Castilla, en un lugar favorable en la Bahía de Amatique, cerca del lago. Desde luego comenzó la construcción de una carretera desde el puerto hasta la nueva capital de la colonia, situada en Santiago de los Caballeros de Guatemala, siguiendo el curso del valle del Motagua hacia las tierras altas. Los guías indígenas que exploraron la ruta desde las tierras altas no quisieron seguir río abajo, más allá de tres leguas por debajo de Quiriguá, por la hostilidad de los toqueguas que vivían en esta zona. |
| Antonio Peraza y Ayala                      | 1611                     | 1627                     | Conde de la Gomera. No siendo letrado, no tuvo voto, ni intervención en materias de justicia. |
| Doctor Diego de Acuña                       | 1627                     | 1634                     | Comendador de Hornos en la Orden de Alcántara. Se cuenta de él que fue un buen gobernador. |
| Álvaro de Quiñones Osorio                   | 1634                     | 1642                     | Caballero de la Orden de Santiago. Por haber fundado la Villa de San Vicente para evitar los abusos de indígenas por parte de productores de añil, se le otorgó el título de marqués de Lorenzana. |
| Licenciado Diego de Avendaño                | 1642                     | 1654                     | No era abierto a recibir dádivas y cuando murió en el cargo fue sustituido por el oidor decano Antonio de Lara Mongrovejo. |
| Fernando de Altamirano y Velasco            | 1654                     | 1659                     | Conde de Santiago Calimaya. De acuerdo a la Real Cédula del 25 de diciembre de 1657, el rey Felipe IV era pariente suyo. Durante su gobierno se produjeron serios altercados entre los principales criollos de la Ciudad de Santiago de los Caballeros de Guatemala y también vivió el hermano Pedro de San José Betancur. El escritor guatemalteco José Milla y Vidaurre escribió su novela Los Nazarenos basado en las disputas entre los criollos y en el personaje del hermano Pedro. |
| General Martín Carlos de Mencos             | 1659                     | ?                        | Caballero de la Orden de Santiago, entre otras distinciones. Fue el primer gobernador militar y llegó incluso a suplir de su propio dinero para las obras públicas. |
| Sebastián Álvarez Alfonso                   | ?                        | 1670                     | Señor de la casa de Caldas. Fue el promotor de la construcción de la segunda iglesia catedral de Santiago de los Caballeros de Guatemala. |
| Doctor D. Juan de Santo-Matía               | 1670                     | 1672                     | Obispo de la Diócesis de Guatemala. Tras ser nombrado visitador de Álvarez Alfonso, se quedó como presidente de la audiencia, gobernador y capitán general. |
| General Fernando Francisco de Escobedo      | 1672                     | 1675?                    | General de artillería. Llegó en febrero de 1672 a continuar la visita que había iniciado Santo-Matía y continuado el licenciado Lope de Sierra Osorio. |
| Licenciado Juan Miguel de Augurio y Alaba   | 1675?                    | 1684                     | Caballero de la Orden de Alcántara. Llegó en febrero de 1672 a continuar la visita que había iniciado Santo-Matía y continuado Sierra Osorio. Tomó el cargo provisionalmente. |
| Enrique Henríquez de Guzmán                 | 1684                     | 1688                     | Miembro del consejo de guerra y de la junta de Indias y de armadas. Reedificó el Hospital San Juan de Dios con cinco mil pesos suyos y con mil obtenidos en limosnas de los fieles. |
| General Jacinto Barrios Leal                | 1688                     | 1696                     | General de artillería. Fue separado del cargo temporalmente en 1691 tras la llegada del visitador Fernando López Urcino, pero retomó el poder tres años después. Emprendió infructuosamente la conquista del Petén, último reino indígena que no se había sometido al dominio español. |
| Gabriel Sánchez de Berrospe                 | 1696                     | 1702                     | Al terminar su mandato y regresar a España hizo el viaje por Chiapas ejerciendo el gobierno hasta llegar a la frontera de la capitanía General. |
| Doctor Alonso de Ceballos y Villagutierre   | 1702                     | 1703                     | Presbítero. Murió en el cargo el 27 de octubre de 1703; temporalmente lo sucedió el oidor decano Juan Jerónimo Duardo. |
| Toribio José de Cosío y Campo               | 30 de agosto de 1706     | 4 de octubre de 1716     | Durante su gobierno se sublevó la provincia de Tzendales en Chiapas, por lo que tuvo que trasladarse hasta allí para restablecer la paz; en premio a su labor, la Corona española le otorgó el título de Marqués de Torre-Campo y el puesto de gobernador de Filipinas a donde se trasladóen 1716. |
| Francisco Rodríguez de Rivas                | 4 de octubre de 1716     | 1 de diciembre de 1724   | Maestre de campo de los reales ejércitos. Durante su gobierno ocurrieron los terremotos de San Miguel de 1717 que destruyeron la ciudad de Santiago de los Caballeros de Guatemala y el donó de sus propios fondos para reconstruir los templos del oratorio de San Felipe Neri y la parroquia de El Calvario. Se opuso al traslado de la ciudad tras los terremotos, por lo que fue felicitado por el rey y al terminar su gobierno retornó a España, en donde murió en Sevilla en 1743. |
| Antonio Pedro de Echevers y Suvisa          | 2 de diciembre de 1724   | 11 de julio de 1733      | Miembro de la Orden de Calatrava, gentilhombre de cámara del rey de España y señor de la Llave dorada. Durante su gobierno hubo quejas de los indígenas en Nicaragua y del cabildo de Granada conbra el gobernador de la región, Antonio Poveda. Echevers y Suvisa patrocinó con su propio dinero la construcción del templo de Santa Clara en Santiago de los Caballeros. Se enemistó con el resto de Oidores de la Real Audiencia luego del asesinato del presbítero José de Orozco y los desterró; pero el pueblo los defendió y los introdujo a una iglesia solicitándoles asilo. Por este hecho fue sustituido en 1733 y murió el 25 de diciembre de ese año en Santiago de los Caballeros. |
| Pedro de Rivera y Villalón                  | 11 de julio de 1733      | 16 de octubre de 1742    | Mariscal de campo de los reales ejércitos. Arribó de Veracruz, donde era gobernador, y reabrió la escuela de San Buenaventura. Gobernó el reino con mucha tranquiilidad y fue considerado como el mejor administrador público que había tenido la capitanía General hasta entonces. |
| Licenciado Tomás de Rivera y Santa Cruz     | 16 de octubre de 1742    | 26 de septiembre de 1748 | Oriundo de Lima. Fue destituido en 1748 tras graves acusaciones en su contra y, luego de ser absuelto de las mismas, fue enviado a la Ciudad de México como alcalde del crimen. Murió en ese ciudad en 1765. |
| José de Araujo y Río                        | 26 de septiembre de 1748 | 1751                     | Siendo presidente del reino de Quito tuvo desavenencias con los Oidores y fue enviado a la Corte del rey de España, quien lo envió a Guatemala para que terminara los dos años que le restaban de su período como gobernador. Tras terminar su período en 1751 se fue a Perú. |
| José Vásquez Priego Montaos y Sotomayor     | 17 de enero de 1752      | 24 de junio de 1753      | Miembro de la Orden de Santiago y teniente general de los reales ejércitos. Fue comandante general de la línea del campo en Gibraltar. Comenzó la construcción de la Fortaleza de San Fernando en Omoa, Honduras, pero cuando fue a visitar las obras se enfermó y poco después murió en 1753. Durante su corto gobierno creó las alcaldías mayores de Chimaltenango y de Sacatepéquez. |
| Alonso de Arcos y Moreno                    | 1754                     | 1756                     | Miembro de la Orden de Santiago y mariscal de campo de los reales ejércitos. Murió en 1756, poco antes de recibir el nombramiento de teniente general. Fue sustituido interinamente por el decano oidor Velarde. |
| Alonso Fernández de Heredia                 | 1761                     | 1765                     | Mariscal de campo de los reales ejércitos. Ya había sido gobernador de Nicaragua, Comayagua, Florida y Yucatán; donó cuatro mil pesos para la construcción de la Iglesia de la Merced en Santiago de los Caballeros. |
| Pedro de Salazar y Herrera Natera y Mendoza | 1765                     | 1771                     | Caballero de la Orden de Montesa, capitán de granaderos de reales guardias españolas y mariscal de campo de los reales ejércitos. Murió en 1771 tras contraer una enfermedad durante una visita al Castillo de Omoa. Fue sustituido temporalmente por el oidor decano González Bustillo. |
| Martín de Mayorga                           | 1773                     | 1779                     | Mariscal de campo de los reales ejércitos. Apenas un mes después de haber llegado a Guatemala, la ciudad de Santiago de los Caballeros fue destruida por los Terremotos de Santa Marta por lo que decidió trasladar la capital al Valle de la Ermita en 1776. En 1779 fue nombrado Virrey de México. |
| Matías de Gálvez                            | 1779                     | 1783                     | Teniente general del ejército y caballero español distinguido. Con fuerzas guatemaltecas atacó a los ingleses en la isla de Roatán y logró expulsarlos; en premio a esta acción, en 1783 fue nombrado Virrey de México. |
| José de Estachería                          | 1783                     | 1789                     | Brigadier del ejército. Durante su gobierno se instaló la fuente de Carlos III en la Plaza de Armas de la Nueva Guatemala de la Asunción. Retornó a España en 1789. |
| Bernardo de Troncoso y Martínez del Rincón  | 1789                     | 1794                     | Teniente general del ejército. Estableció el coliseo para presentarle comedias teatrales a la población, pues esta era propensa a la embriaguez y a cometer crímenes violentos. |
| José Domas y Valle                          | 1794                     | 1801                     | Jefe de escuadra. Tras retirarse, murió en 1802 en la ciudad de Guatemala a la edad de 102 años. |
| Antonio González Mollinedo y Saravia        | 1801                     | 1811                     | Mariscal de campo. Militar distinguido y condecorado con conexiones en la corte del rey español. En 1811 fue trasladado a México como teniente general de las fuerzas que pelearon contra los independentistas en la región. |
| José de Bustamante y Guerra                 | 1811                     | 1818                     | Teniente general de la Armada. Persiguió enconadamente los movimientos independentistas. |
| Carlos de Urrutia y Montoya                 | 1818                     | 1820                     | Teniente general del ejército. Por su edad avanzada y fragilidad no pudo ejercer el gobierno en circunstancias adversas y terminó delegando el mando en Gabino Gaínza. |
| Gabino Gaínza                               | 1820                     | 15 de septiembre de 1821 | Gobernó hasta la Independencia de Centroamérica, que se firmó el 15 de septiembre de 1821. |

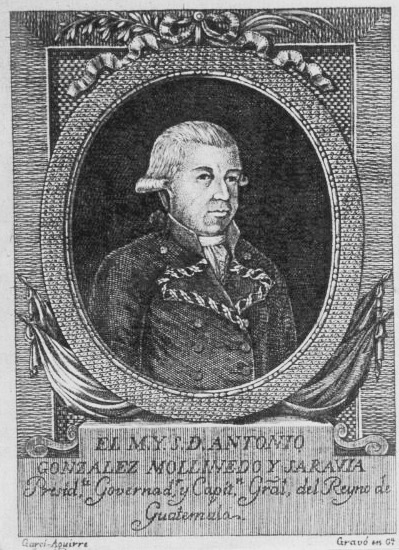
Capitán general Antonio González Mollinedo y Saravia (1743-1812). Grabado de Pedro de Garcí-Aguirre de 1807.

El capitán general de la capitanía General de Guatemala que ejercía el mando militar, generalmente era el gobernador general del Reino de Guatemala y el presidente de la Audiencia y Cancillería Real de Santiago de Guatemala.

## Organización eclesiástica
El catolicismo fue traído a las Américas por los conquistadores españoles en el siglo xvi, quienes a diferencia de las otras naciones colonialistas en Europa insistían en convertir a los nativos de sus colonias a la religión del Estado. En ese tiempo, la Iglesia católica tenía un poder absoluto sobre los súbditos de la Corona española y las autoridades eclesiásticas eran tan importantes como los reyes de España. Al Reino de Centroamérica llegaron las principales órdenes religiosas del Clero Regular, las cuales tuvieron un considerable poder político y económico, siendo propietarios de considerables extensiones de tierra, encomiendas, ingenios azucareros y edificios en la capital del Reino, principalmente en Santiago de los Caballeros de Guatemala y luego en la Nueva Guatemala de la Asunción.  La diócesis de Santiago de Guatemala fue erigida el 18 de diciembre de 1534. En 1539 fue erigida la diócesis de Chiapas en Ciudad Real.

### Doctrinas de indios

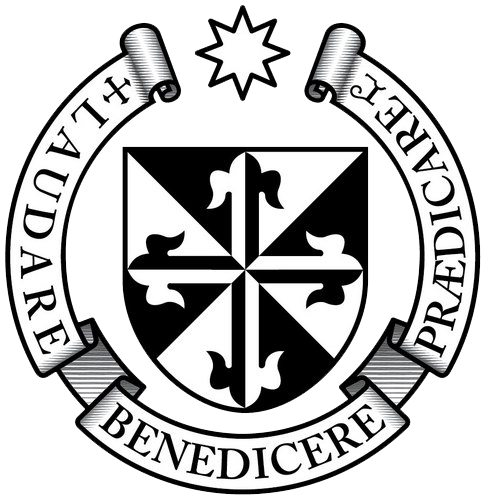
Escudo de la Orden de Predicadores.

La Corona española se enfocó en la catequización de los indígenas; las congregaciones fundadas por los misioneros reales en el Nuevo Mundo fueron llamadas «doctrinas de indios» o simplemente «doctrinas». Originalmente, los frailes tenían únicamente una misión temporal: enseñarle la fe católica a los indígenas, para luego dar paso a parroquias seculares como las establecidas en España; con este fin, los frailes debían haber enseñado los evangelios y el idioma español a los nativos. Ya cuando los indígenas estuvieran catequizados y hablaran español, podrían empezar a vivir en parroquias y a contribuir con el diezmo, como hacían los peninsulares.
Pero este plan nunca se llevó a cabo, principalmente porque la corona perdió el control de las órdenes regulares tan pronto como los miembros de se embarcaron para América. Por otra parte, protegidos por sus privilegios apostólicos para ayudar a la conversión de los indígenas, los misionares solamente atendieron a la autoridad de sus priores y provinciales, y no a la de las autoridades españolas ni a las de los obispos. Los provinciales de las órdenes, a su vez, únicamente rendían cuentas a los líderes de su orden y no a la corona; una vez habían establecido una doctrina, protegían sus intereses en ella, incluso en contra de los intereses del rey y de esta forma las doctrinas pasaron a ser pueblos de indios que se quedaron establecidos para todo el resto de la colonia.
Las doctrinas fueron fundadas a discreción de los frailes, ya que tenían libertad completa para establecer comunidades para catequizar a los indígenas, con la esperanza de que estas pasaran con el tiempo a la jurisdicción de una parroquia secular a la que se le pagaría el diezmo; en realidad, lo que ocurrió fue que las doctrinas crecieron sin control y nunca pasaron al control de parroquias. La administración colectiva por parte del grupo de frailes eran la característica más importante de las doctrinas ya que garantizaba la continuación del sistema de la comunidad en caso falleciese uno de los dirigentes.
Hasta el 12 de febrero de 1546, fecha en que se erigió la arquidiócesis de México por medio de la bula Super universæ orbis ecclesiæ, las diócesis de Chiapas y de Guatemala fueron sufragáneas de la archidiócesis de Sevilla. Desde ese momento quedaron como sufragáneas de México y entonces, el obispo Francisco Marroquín dividió la administración del valle central de Guatemala entre los frailes de la Orden de Predicadores y los franciscanos. El Barrio —modernos departamentos de San Marcos y Huehuetenango— fueron asignados a los Mercedarios.
El prior del convento de la Orden de Predicadores tenía a su cargo otros barrios y pueblos cercanos a la ciudad de Santiago de los Caballeros de Guatemala, para los que nombraba vicarios: la del barrio de la Candelaria, la del barrio de Santa Cruz —que incluía Milpas Altas— y la del barrio de San Pedro de las Huertas.  De acuerdo a lo reportado por Juarros en 1818, en la ciudad de Santiago de los Caballeros, las órdenes regulares administraban únicamente doctrinas indígenas, especialmente en los curatos dominicos de Candelaria y Jocotenango, pues los ladinos asistían a la parroquia secular de San Sebastián.
A finales del siglo xvi los frailes franciscanos empezaron a utilizar drama-danzas para catequizar a los indígines. El Baile de la Conquista, por ejemplo, es una escenificación basada en el baile de Moros y Cristianos que utilizaron los religiosos para que los indígenas pensaran que la Conquista de Guatemala había sido posible gracias a fuerzas espirituales que, superiores a ellos, acompañaban y protegían a los españoles. Del baile de la Conquista existe un manuscrito, escrito en versos y en español. En el texto se describe la conquista de los indígenas k'iche's por los españoles. El argumento inicia con la llegada de los embajadores españoles ante el rey K'iche'. Preocupado por la invasión de sus tierras, el rey pide el apoyo del gobernador de Xelajú, Tecún Umán. Finalmente, se lleva a cabo el entrenamiento entre los dos ejércitos que culmina con la lucha cuerpo a cuerpo entre ambos jefes, Pedro de Alvarado y Tecún Umán. En esta batalla resulta muerto el héroe quiché. Su sucesor declara el fin de la guerra y acepta la conversión al cristianismo.
En 1638, los dominicos separaron a sus grandes doctrinas —que les representaban considerables ingresos económicos— en grupos centrados en sus seis conventos:
| Convento     | Doctrinas | Convento  | Doctrinas                                                                                     |
| ------------ | --- | --------- | --------------------------------------------------------------------------------------------- |
| Guatemala    | - Chimaltenango - Jocotenango - Sumpango - San Juan Sacatepéquez - San Pedro Sacatepéquez - Santiago Sacatepéquez - Rabinal - San Martín Jilotepeque - Escuintla - Milpas Altas - Milpas Bajas - San Lucas Sacatepéquez - Barrio de Santo Domingo | Amatitlán | - Amatitlán - Petapa - Mixco - San Cristóbal                                                  |
| Guatemala    | - Chimaltenango - Jocotenango - Sumpango - San Juan Sacatepéquez - San Pedro Sacatepéquez - Santiago Sacatepéquez - Rabinal - San Martín Jilotepeque - Escuintla - Milpas Altas - Milpas Bajas - San Lucas Sacatepéquez - Barrio de Santo Domingo | Verapaz   | - Cahabón - Cobán - Chamelco - San Cristóbal - Tactic                                         |
| Guatemala    | - Chimaltenango - Jocotenango - Sumpango - San Juan Sacatepéquez - San Pedro Sacatepéquez - Santiago Sacatepéquez - Rabinal - San Martín Jilotepeque - Escuintla - Milpas Altas - Milpas Bajas - San Lucas Sacatepéquez - Barrio de Santo Domingo | Sonsonate | - Nahuizalco - Tacuxcalco                                                                     |
| San Salvador | - Apastepeque - Chontales - Cojutepeque - Cuscatlán - Milpas Bajas - Tonacatepeque | Sacapulas | - Sacapulas - Cunén - Nebaj - Santa Cruz - San Andrés Sajcabajá - Zacualpa - Chichicastenango |

El historiador Domingo Juarros escribió que en 1754, en virtud de una Real Cédula parte de las Reformas Borbónicas, todos los curatos de las órdenes regulares fueron traspasados al clero secular.

#### Obispado de Bernadino Villalpando
Al llegar a Guatemala en 1564, el obispo Bernardino Villalpando se dio cuenta de que la diócesis no tenía el apoyo necesario de padres seculares para extender su autoridades. Los frailes que pertenecían a las poderosas órdenes regulares habían formado sus doctrinas, pero respondían a la Corona española por medio de sus propios prelados y provinciales, y se rehusaban a reconocer a la autoridad de los obispos. Pero por ese entonces se proclamaron los decretos del concilio de Trento, los cuales fueron ratificados por el rey Felipe II: por medio de estos decretos, se le otorgaba a los obispos católicos la responsabilidad sobre todos los religiosos que vivieran en los confines de sus respectivas diócesis, sin importar si los religiosos eran regulares o seculares.
Los decretos del concilio le otorgaban nuevos derechos canónicos para someter a las órdenes regulares a su mandato; de haber ser exitoso en su empresa, habría sido el verdadero jerarca de la Iglesia católica en Guatemala, y no solo el director del clero secular. Las órdenes regulares se opusieron rotundamente a sus intenciones, resistiéndose a cualquier intento de autoridad episcopal refugiándose en las excepciones y privilegios que se les habían otorgado temporalmente para la «conversión» de los indígenas. El obispo intentó imponer su autoridad porque los privilegios monásticos le resultaban intolerables: predicaban con catecismos que no habían sido aprobados por el obispo y todos los frailes monásticos se resistían a ser inspeccionados por el jerarca de la diócesis.
Contando con el apoyo de la Corona española y de los decretos del concilio de Trento, Villalpando no tenía suficiente poder para imponer su autoridad sobre las órdenes regulares. Las órdenes lograron mantener alejada a la autoridad del obispo porque ellas tenían el control de todos los poblados de la región y el obispo no tenía suficientes curas seculares para sustituir a los frailes. Y cuando Villalpando los amenazó con retirlarse la autoridad de administrar los sacramentos, las órdenes lo amenazaron a su vez diciéndole que iban a abandonar la ciudad y luego lograron que el capitán general lo condenara por cargos de abuso de autoridad.
Villalpando fue el único obispo de Guatemala en cien años que se atrevió a hacerle frente al poder de las órdenes regulares.
A mediados del siglo xviii el Diccionario de autoridades definía una doctrina como un grupo de poblados de indios, reservados para una orden regular en particular, a quien se le ha concedido a perpetuidad, como una recompensa por haber civilizado a los habitantes y convertirlos a la religión católica. Para entonces, pues, las órdenes regulares se habían quedado definitivamente con sus doctrinas, pues nadie se las entregó: ellas simplemente no las devolvieron como había el plan original.

### Clero regular
El siguiente cuadro resume las órdenes regulares que se establecieron en la capitanía General de Guatemala, y sus posesiones:
| Congregación    | Escudo          | Clero   | Propiedades                                                                   |
| --------------- | --------------- | ------- | ----------------------------------------------------------------------------- |
| Dominicos       | miniaturaimagen | Regular | - Conventos - Haciendas - Ingenios azucareros - Doctrinas y tierras de indios |
| Mercedarios     | miniaturaimagen | Regular | - Conventos - Haciendas - Ingenios azucareros - Doctrinas                     |
| Jesuitas        | miniaturaimagen | Regular | - Conventos - Haciendas - Ingenios azucareros - Colegios y seminarios         |
| Recoletos       | miniaturaimagen | Regular | - Conventos                                                                   |
| Concepcionistas | miniaturaimagen | Regular | - Conventos - Haciendas                                                       |

### Clero secular

#### Diócesis de la Verapaz

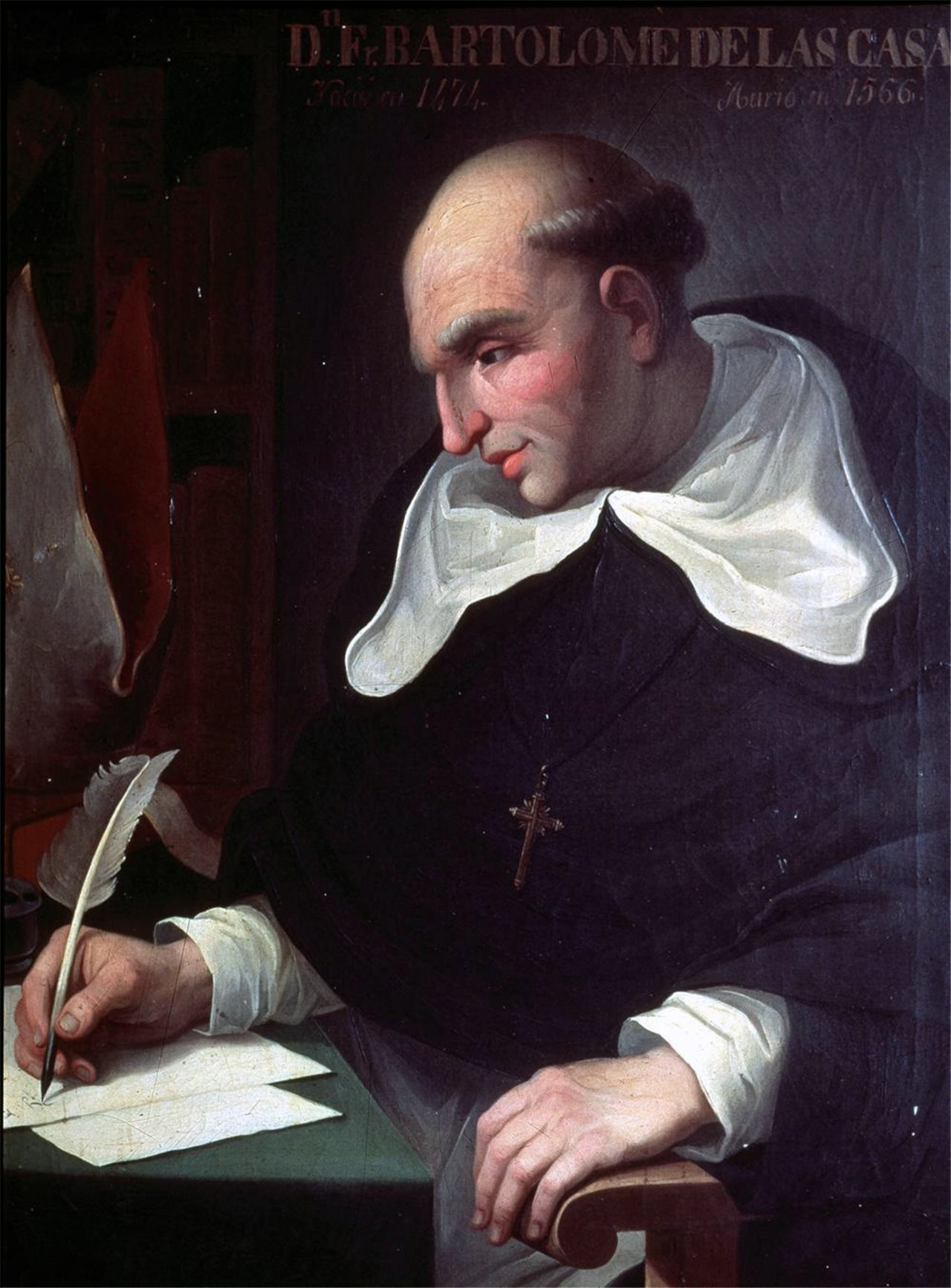
Padre dominico fray Bartolomé de las Casas, O.P. quien junto a los frailes Rodrigo de Landa, Pedro de Angulo y Luis de Cáncer, O.P. iniciaron la catequización de las Verapaces en 1542.

Tras una serie de incidentes en La Española, la Audiencia de la isla le permitió Bartolomé de las Casas aceptar la invitación de Fray Tomás de Berlanga, al que acababan de hacer obispo del Perú, para ir al  Perú en 1534. Ambos embarcaronn hacia Panamá, para luego seguir por tierra hasta Lima, pero en el transcurso del viaje hubo una tormenta que llevó al barco a Nicaragua, donde decide instalarse en el Convento de Granada. En 1535, propuso al Rey y al Consejo de Indias iniciar una colonización pacífica en zonas del interior inexploradas del reino guatemalteco; sin embargo, a pesar del interés mostrado por los consejeros de Indias Bernal Díaz de Luco y Mercado de Peñaloza, pero la solicitud es rechazada. En 1536 el gobernador de Nicaragua, Rodrigo de Contreras, organizó una expedición militar, pero Las Casas logró aplazarla un par de años informando a la reina Isabel de Portugal, esposa de Carlos V. Ante la hostilidad de las autoridades, Las Casas decide abandonar Nicaragua y se dirige a Guatemala.
En noviembre de 1536, Las Casas se instaló en la ciudad de Santiago de Guatemala; meses después el obispo Juan Garcés, que era amigo suyo, le invita a trasladarse a Tlascala, pero tras un breve período regresa a Guatemala. El 2 de mayo de 1537 consiguió del gobernador licenciado Alfonso de Maldonado las Capitulaciones de Tezulutlán, un compromiso escrito ratificado el 6 de julio de 1539 por el Virrey de México Antonio de Mendoza, de que los nativos de Tezulutlán, cuando fueran conquistados, no serían dados en encomienda sino que serían vasallos de la Corona. Las Casas, junto con los frailes Rodrigo de Landa, Pedro de Angulo y Luis de Cáncer, buscaron a cuatro indios cristianos y les enseñaron cánticos cristianos donde se explicaban cosas básicas del Evangelio. Luis de Cáncer fue recibido por el cacique de Sacapulas logrando realizar los primeros bautizos de los habitantes. Posteriormente, Las Casas encabezó una comitiva que llevó regalos a los indios e impresionó al cacique de los mismos, que decidió convertirse al cristianismo y ser predicador de sus vasallos. El cacique se bautizó con el nombre de «Don Juan» y los nativos consintieron en que se construyera una iglesia; pero otro cacique llamado Cobán la quemó. «Don Juan», junto con sesenta hombres, Las Casas y Pedro de Angulo, fueron a hablar con los indios de Cobán y los convencieron de sus buenas intenciones; «Don Juan» entonces tomó la iniciativa de casar a una de sus hijas con el principal Cobán bajo la religión católica. Así nació la primera doctrina en la Verapaz.
En 1539 el papa Paulo III había autorizado la creación de la sede episcopal de Ciudad Real En 1539 Alonso de Maldonado bajo presión de los colonos españoles inició una campaña en Tezulutlán y distribuyó a los indígenas bajo el régimen de encomiendas. Esta flagrante violación a las capitulaciones fue protestada por Las Casas quién viajó a la España para denunciar los hechos ante el rey Carlos I de España; preocupado por la situación de los indígenas en América y prestando oídos a las demandas de De las Casas y a las nuevas ideas del derecho de gentes difundidas por Francisco de Vitoria, el rey convocó al Consejo de Indias a través de Comisión de Valladolid o Junta de Valladolid. El 9 de enero de 1540 se emitió una real cédula la cual ratificaba las Capitulaciones de Tezulutlán y concedía a la Orden de Predicadores la protección del territorio de Verapaz. El 17 de octubre del mismo año, el cardenal García de Loaysa quien era presidente del Consejo de Indias ordenó a la Audiencia y Cancillería de México cumplir las mismas disposiciones. El 21 de enero de 1541 en la iglesia de Sevilla ante escribano y pregonero se publicó la real ratificación de las Capitulaciones de Tezulutlán.
De las Casas fue consagrado obispo de Chiapas en el convento dominico de San Pablo, en Sevilla, el 30 de marzo de 1544. Como obispo se dedicó a reclutar misioneros, la mayoría dominicos del convento de San Esteban de Salamanca, para acompañarle en su viaje a Chiapas. Partió de Sevilla y llegó a Santo Domingo el 8 de septiembre de 1544 con treinta misioneros. Fue recibido con hostilidad por los españoles en las Américas, por haberse decretado las nuevas leyes de Indias. El 14 de diciembre de 1544 partió de Santo Domingo rumbo a Chiapas, donde también soportó la hostilidad de los pobladores y del gobernador, Francisco de Montejo. Al año siguiente, el obispo de Guatemala Francisco Marroquín realizó una visita a Tezulutlán y se entrevistó con los padres dominicos. En la ciudad de Gracias a Dios sede de la Audiencia de los Confines se reunió con Las Casas y con el obispo de Nicaragua Antonio de Valdivieso; pero hubo grandes desavenencias entre Las Casas y Marroquín. Las Casas acusó a Marroquín de tener indios esclavos y de repartimiento así como predicar "dañosa doctrina"; Marroquín por su parte lo acusó de traspasar los límites de su jurisdicción.</ref> El conflicto prosiguió en la Ciudad de México y se concluyó favorecer la libertad de los indios, conclusión que nunca se puso en práctica: la pacificación de la Selva Lacandona no se concluyó y fue el refugio preferido por los mayas rebeldes durante siglos.
Las Casas y Angulo fundaron el pueblo de Rabinal, y Cobán fue la cabecera de la doctrina católica. Tras dos años de esfuerzo el sistema de reducción comenzó a tener un éxito relativo, pues los indígenas se trasladaron a terrenos más accesibles y se fundaron localidades al modo español. El nombre de "Tierra de Guerra" fue sustituido por el de "Vera Paz" (verdadera paz), denominación que se hizo oficial en 1547.
Finalmente, en 1559 fue erigida la diócesis de Verapaz en Guatemala, como sufragánea de México, pero fue suprimida en 1608 y su territorio añadido a la de Santiago de Guatemala.

#### Diócesis de Comayagua

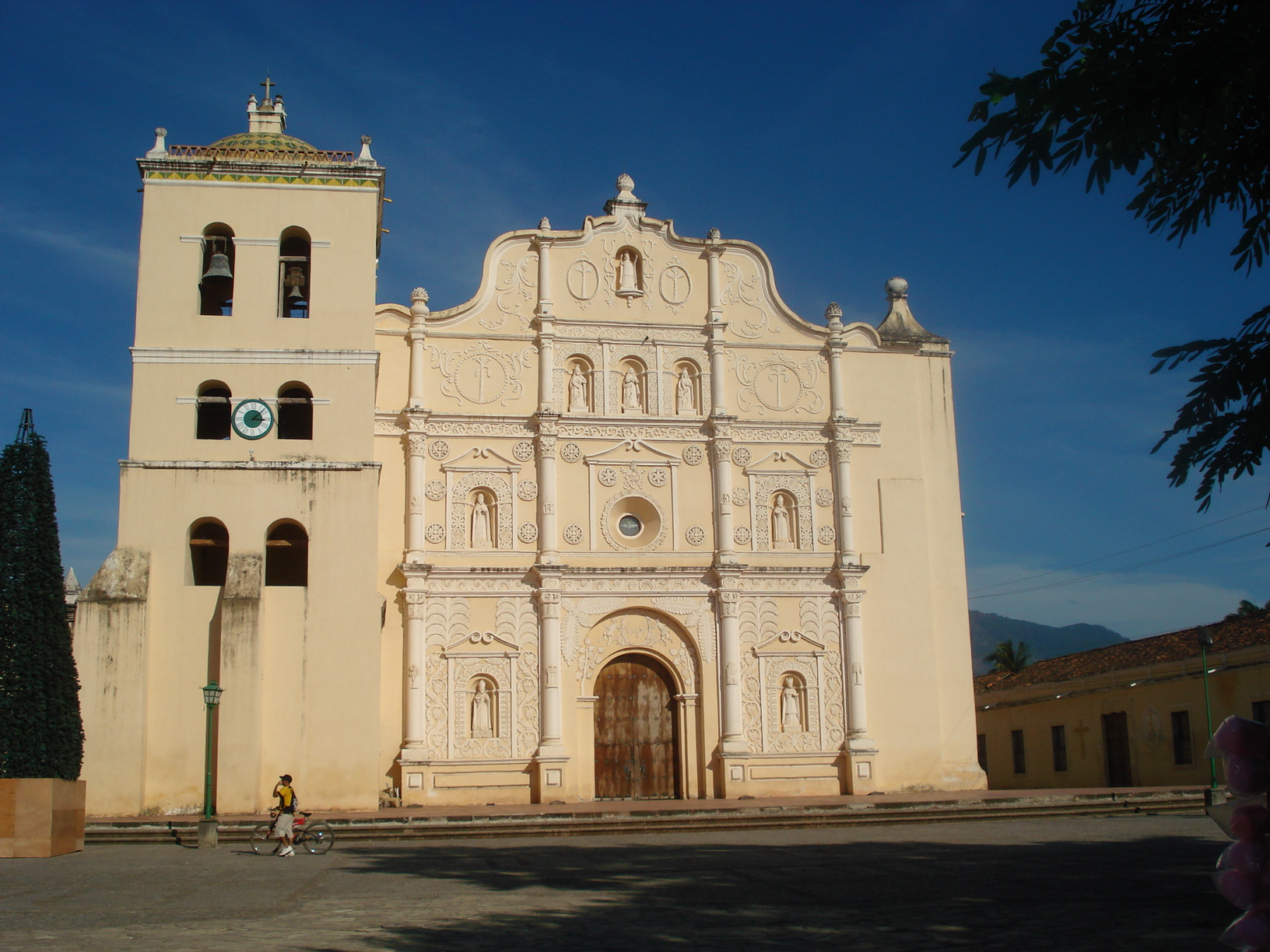
Catedral de la Inmaculada concepción en la ciudad de Comayagua.

En 1620 la diócesis de Comayagua, erigida en 1531 en Trujillo, no ocupada y reerigida y trasladada a Comayagua en 1561, pasó a ser sufragánea de México (antes era de Santo Domingo).
En 1647 la diócesis de León en Nicaragua pasó a ser sufragánea de la de México, erigida el 26 de febrero de 1531 y sufragánea de Lima desde 1546.
En 1743 Guatemala fue elevada a arquidiócesis metropolitana, pasando a ser sus sufragáneas las diócesis de León en Nicaragua, Comayagua y Chiapas.

### Las reformas borbónicas

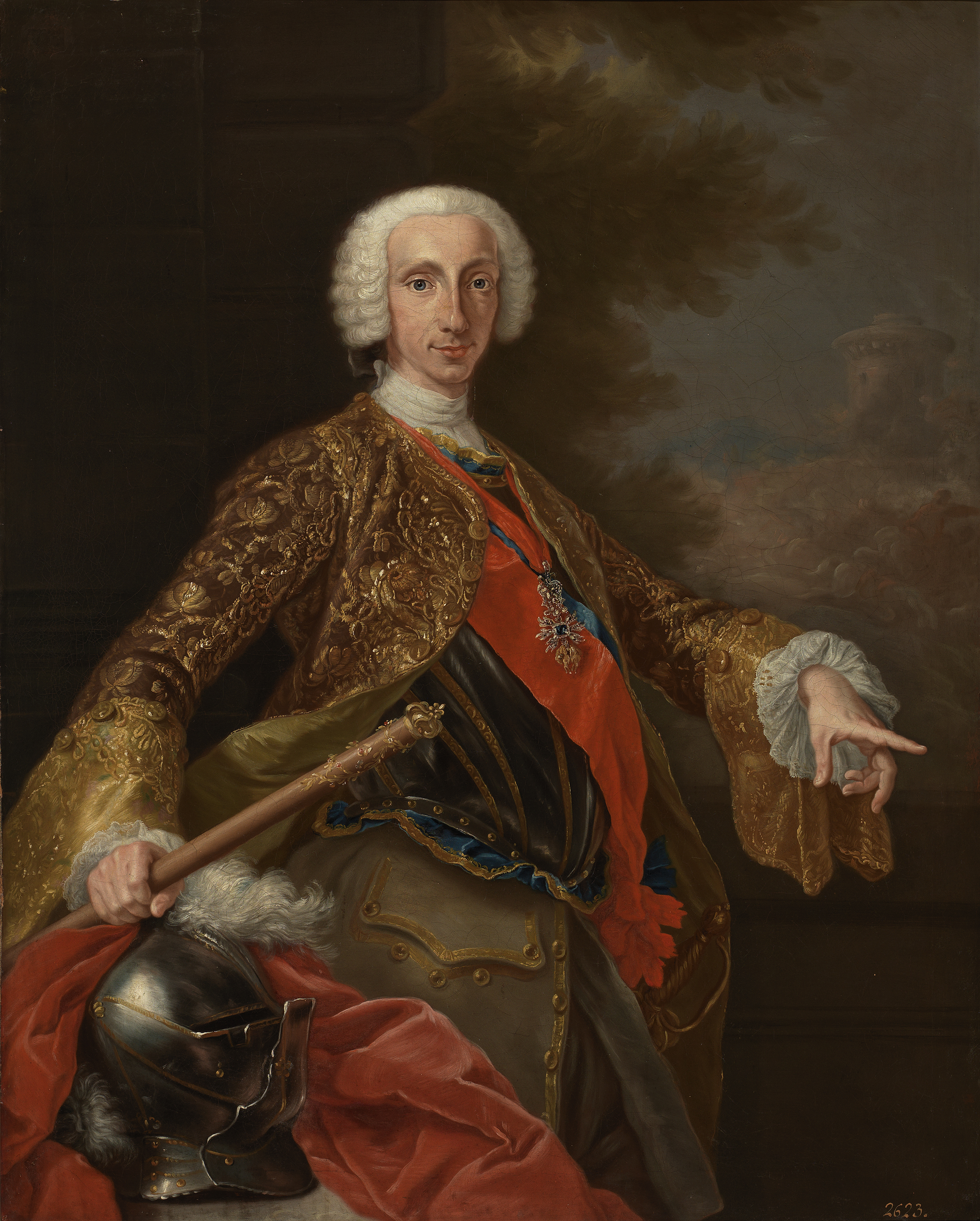
Rey Carlos III de España, promotor de las reformas borbónicas.

En 1754, en virtud de una Real Cédula parte de las Reformas Borbónicas, todos los curatos de las órdenes regulares fueron traspasados al clero secular.
En 1765 se publicaron las reformas borbónicas de la Corona española, que pretendían recuperar el poder real sobre las colonias y aumentar la recaudación fiscal. Con estas reformas se crearon los estancos para controlar la producción de las bebidas embriagantes, el tabaco, la pólvora, los naipes y el patio de gallos. La real hacienda subastaba el estanco anualmente y un particular lo compraba, convirtiéndose así en el dueño del monopolio de cierto producto. Ese mismo año se crearon cuatro subdelegaciones de la Real Hacienda en San Salvador, Ciudad Real, Comayagua y León y la estructura político administrativa del Reino de Guatemala cambió a quince provincias:
Además de esta redistribución administrativa, la Corona española estableció una política tendiente a disminuir el poder de la Iglesia católica, el cual hasta ese momento era prácticamente absoluto sobre los vasallos españoles. La política de disminución de poder de la iglesia se basaba en la Ilustración y tenía seis puntos principales:
1. Declive del legado cultural jesuítico
2. Tendencia hacia una cultura laica y secularizada
3. Actitud decididamente racionalista, de herencia cartesiana
4. Valoración de la ciencia natural sobre el dogma religioso
5. Una crítica al papel de la Iglesia dentro de la sociedad y de sus organismos derivados, sobre todo de las cofradías y hermandades..[123][124]
6. Favorecimiento del regalismo.

### Expulsión de los Jesuitas

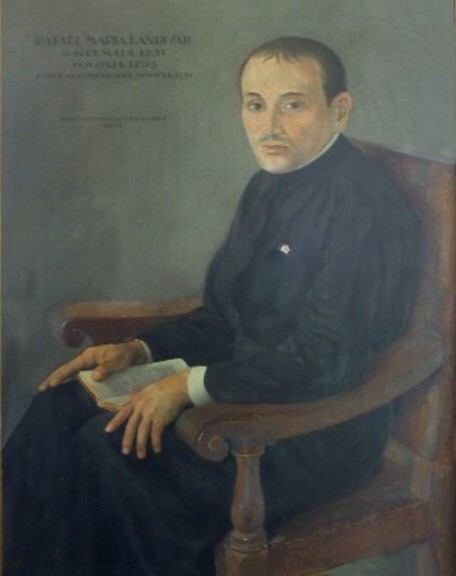
Poeta noble y sacerdote Rafael Landívar. Fue expulsado de Guatemala junto con el resto de jesuitas el 2 de abril de 1767.

Otro golpe fuerte para los intereses eclesiásticos fue la expulsión de los jesuitas en 1767. La difusión del jansenismo —doctrina y movimiento de una fuerte carga antijesuítica— y de la Ilustración a lo largo del siglo xviii dejó desfasados ciertos aspectos del ideario jesuítico, especialmente, según Antonio Domínguez Ortiz, «sus métodos educativos, y en general, su concepto de la autoridad y del Estado. Una monarquía cada vez más laicizada y más absoluta empezó a considerar a los jesuitas no como colaboradores útiles, sino como competidores molestos». Además continuaron los conflictos con las órdenes regulares.
Cuando llegó al trono el rey Carlos III en 1759 la situación se tornó difícil para los jesuitas, ya que a diferencia de sus dos antecesores, el nuevo monarca no era favorable a la Compañía de Jesús, influido por su madre la reina Isabel de Farnesio, que «siempre les tuvo prevención», y por el ambiente antijesuítico que predominaba en la corte Nápoles de donde provenía. 
Fueron expulsados de España 2 641 jesuitas y de las Indias 2 630. Los primeros fueron concentrados y embarcados en determinados puertos, siendo acogidos inicialmente en la isla de Córcega perteneciente entonces a la República de Génova. Pero al año siguiente la isla cayó en poder de la Monarquía de Francia donde la orden estaba prohibida desde 1762, lo que obligó al papa Clemente XIII (Venecia,1693-Roma,1769) Pontífice (1758-1769) a admitirlos en los Estados Pontificios, a lo que hasta entonces se había negado. Allí vivieron de la exigua pensión que les asignó Carlos III con el dinero obtenido de la venta de alguno de sus bienes.
Los historiadores del siglo xxi relacionan la expulsión de la orden con la política regalista llevada a cabo por Carlos III, aprovechando los nuevos poderes que había otorgado a la Corona en los temas eclesiásticos el Concordato de 1753, firmado durante el reinado de Fernando VI, y que constituiría la medida más radical de esa política, dirigida precisamente contra la orden religiosa más vinculada al papa debido a su "cuarto voto" de obediencia absoluta al mismo. Así la expulsión "constituye un acto de fuerza y el símbolo del intento de control de la iglesia española. En ese intento, resulta evidente que los principales destinatarios del mensaje eran los miembros del clero regular. La exención de los religiosos era una constante preocupación del gobierno y procuró evitar la dependencia directa de Roma.
En Guatemala, los jesuitas abandonaron su convento en la ciudad de Santiago los Caballeros de Guatemala y su ingenio fue subastado y vendido a los dominicos. Por su parte, la iglesia y el colegio San Borja quedaron a cargo del deán de la Catedral. Sus haciendas pasaron a manos privadas y se considera que muchas de las esculturas y pinturas que existían en los oratorios de las haciendas se encuentran en colecciones privadas de los descendientes de quienes adquirieron las haciendas a finales del siglo xviii.

## Economía

### Requerimiento de Palacios Rubios, encomiendas y repartimientos

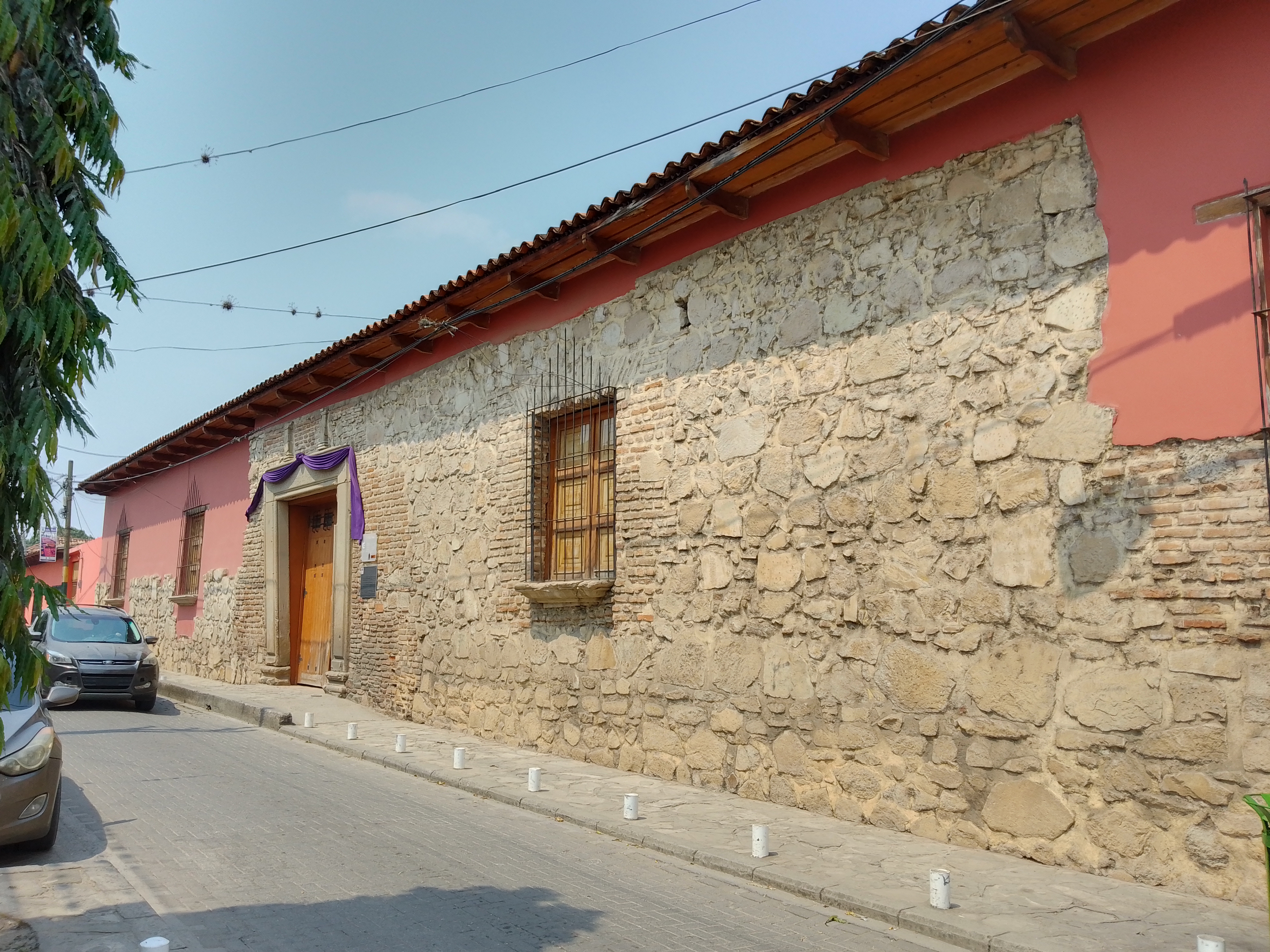
La Caxa Real de Honduras.

Hubo tres mecanismos de colonización que los conquistadores españoles utilizaron para apropiarse de las tierras y mano de obra de los nativos:  el requerimiento de Palacios Rubios, las encomiendas y los repartimientos.
El requerimiento de Palacios Rubios era un requisito legal previo para cualquier acción armada de conquista; por este mecanismo, a los indígenas se les requería —leyendo un manifiesto o ultimátum preparado por el jurista Juan López de Palacios Rubios— que se convertiesen al cristianismo y practicaran la obediencia a la autoridad real.  Sin embargo, el mecanismo se pervirtió rápidamente, llegando a leerse simbólicamente a varios kilómetros de la próxima aldea a ser tomada. Sin contar que la lectura se hacía en español, que no conocían los indígenas, los cuales, en todo caso no estaban dispuestos a convertirse por el mero hecho de la lectura de una carta.  En otras ocasiones, se leía a unos cuantos indígenas, a los que se les pedía que fueran a explicárselo a sus coterráneos y se les daba suficientes días para que aceptaran la propuesta; transcurridos los días, si no había respuesta, los conquistadores atacaban los poblados. En otras circunstancias, el requerimiento se leía desde los barcos antes de atracar o desde lo alto de colinas lejanas de los poblados y un notario certificaba que se había leído a los nativos; el documento estaba en castellano o latín y no se traducía a los idiomas aborígenes.
La encomienda y el repartimiento fueron sistemas instituidos por Cristóbal Colón en las Antillas, recién descubiertas. El repartimiento consistía en repartir tierras y grupos de indígenas como mano de obra para trabajarlas mientras que la encomienda consistía en entregar grupos de indígenas para cristianizarlos, los cuales eran puestos a trabajar como esclavos hasta su aniquilación.

### Carga impositiva
En 1576, Felipe II instituyó la alcabala establecida en las Leyes de Indias por medio de la cual era obligatorio pagar a la real hacienda el dos por ciento sobre toda compra-venta, trueque o cambio que se hiciese.
El montepío de los productores de añil -para fomentar este artículo- se creó en 1782 con cien mil pesos otorgados por la renta de tabacos;  esto fue aprovechado por grandes hacendados que gozaban de los fondos de montepío pero, eludiendo el reglamento, tomaron las deudas de los productores y recobraron el cargo de las habilitaciones.

### Agricultura
A finales del siglo xvi la audiencia de Guatemala informó a la Corona que se había descubierto el añil, el cual crecía abundantemente en las tierras cálidas de la región y pedía autorización para producirla utilizando repartimientos de indios. El rey clasificó las tareas agrícolas en varias categorías; la primera correspondía al cultivo de cereales y la crianza de ganado y permitía el uso de mano de obra indígena, y en la segunda clase puso el cultivo de viñas, olivares y el jiquilite -materia prima para el añil-, por el daño que causaba a los trabajadores.
En 1604 había en Santiago de los Caballeros de Guatemala dieciocho obrajes de añil con plantaciones en Guazacapán, en la costa de Escuintla y en Jalpatagua en Guatemala, y en los distritos de San Miguel, San Vicente y Sonsonate en El Salvador.
En 1635 se fundó la ciudad de San Vicente de Lorenzana con cincuenta familias españolas dedicadas la producción del añil y que habían sido expulsados de los pueblos de indígenas por los alcaldes mayores de la provincia de San Salvador en que estaban, para evitar los abusos que cometían contra los aborígenes. Los alcaldes mayores, a su vez, habían recibido órdenes del capitán general Álvaro de Quiñones Osorio, quien por este hecho recibió el título de Marqués de Lorenzana.
En 1773, poco después de la ruina de Santiago de los Caballeros de Guatemala por los Terremotos de Santa Marta, el capitán general Martín de Mayorga reportó que las cosechas de añil eran por debajo de dos millones de pesos y en 1794, las exportaciones ya eran de seiscientos cuarenta y un mil pesos, y ya para 1802 había llegado a un millón novecientos veintiún mil pesos, de acuerdo al informe de la contaduría del consulado de comercio.